# Tláhuac
Tláhuac (AFI: ['͡tɬawak]) es una de las dieciséis demarcaciones territoriales de la Ciudad de México. Su término comprende más de 83 km² y se localiza en el sureste de la capital mexicana, enmarcado por la sierra de Santa Catarina al norte y el Teuhtli al sur. El centro corresponde a los vasos lacustres de Xochimilco y Chalco. De estos lagos se conservan sólo los canales de la zona chinampera y los humedales.
Durante la época prehispánica, en suelo tlahuaquense se establecieron aldeas agrícolas como Terremote Tlaltenco. En 1222 un grupo de filiación nahua fundó Cuitláhuac —la actual San Pedro Tláhuac— en un islote entre los dos lagos. Al momento de la Conquista española, alrededor de los lagos se hallaban establecidos los cuitlahuacas, mixquicas y xochimilcas. Entre la época colonial y el siglo XIX, Tláhuac cambió de dominio entre Xochimilco y Chalco. Durante la Revolución mexicana los pueblos del sur de Tláhuac apoyaron el levantamiento de Emiliano Zapata; al concluir la guerra, todos fueron dotados de tierras ejidales, algunas de las cuales siguen siendo cultivadas hasta la primera década del siglo XXI. Tláhuac se constituyó como municipio independiente en 1924, cuando se separó por segunda ocasión de Xochimilco, ahora por gestión del senador Severino Ceniceros. Recibió la categoría de delegación en 1928, cuando se suprimió el régimen municipal del Distrito Federal.
Hasta la década de 1980 Tláhuac fue una delegación de carácter netamente rural, por ello era conocida como La Provincia del Anáhuac. Durante los últimos treinta años, la presión demográfica de la megalópolis del valle de México ha alentado la rápida urbanización del territorio, de modo que las áreas urbanas cubren aproximadamente un tercio de él. El resto constituye una importante reserva natural, pero el avance de la ciudad amenaza la conservación de estos espacios.
En Tláhuac existen siete pueblos originarios cuyas raíces se encuentran en la época prehispánica. Tres de ellos conservan zonas de chinampería que forman parte del polígono declarado Patrimonio de la Humanidad por Unesco en 1987 dentro del antiguo lago de Xochimilco. A estos pueblos se suma el importante flujo migratorio del interior de la ciudad y del resto de México que hacen de Tláhuac una zona de grandes contrastes entre la tradición y su posición periférica dentro de una de la mayores aglomeraciones urbanas en el mundo.
Los pueblos que conforman a Tláhuac son: San Pedro Tláhuac, San Francisco Tlaltenco, San Andrés Mixquic, Santiago Zapotitlán, Santa Catarina Yecahuitzotl, San Juan Ixtayopan y San Nicolás Tetelco.
El 9 de diciembre de 2015 el Congreso de la Unión aprobó en lo general la reforma, con reservas en 10 artículos que la integran. El 15 de diciembre de 2015 el Senado de la República aprobó en lo general la reforma y la turnó a los congresos locales para su discusión. Fue aprobada por estos órganos legislativos estatales, y ratificada y promulgada por el presidente Enrique Peña Nieto el 29 de enero de 2016. Con ello el Distrito Federal se convirtió en la Ciudad de México y las delegaciones en alcaldías. El 1 de octubre de 2018 asumió el cargo Raymundo Martínez Vite como primer alcalde de la naciente alcaldía Tláhuac.
El 6 de junio de 2021, la licenciada Berenice Hernández Calderón como candidata por parte de la coalición Morena PT, ganó las elecciones quedando como la primera alcaldesa de Tláhuac y siendo la 2° persona en convertirse en alcalde de la actual alcaldía Tláhuac.

## Toponimia
Tláhuac es aféresis de Cuitláhuac, y se llamó así hasta la llegada de los españoles, cuando pasó a ser San Pedro Tláhuac, el pueblo que es hoy la cabecera delegacional, cuyo nombre aparece registrado en numerosas fuentes históricas. Se han propuesto varias interpretaciones del topónimo. Carlos Montemayor dice que Cuitláhuac significa Lugar de los que tienen desechos. Lo traduce a partir de las voces cuítlatl (desecho, excremento), -hua (posesivo) y -c (locativo). Ordoño Macazaga propone que Cuitláhuac deriva de cuitlahuaqui, "alga seca", de cuítlatl ("alga") y huaqui ("cosa seca"). Este autor indica que los habitantes de la zona colectaban cuítlatl en el lago, la desecaban y la consumían como alimento. Cecilio Robelo apunta que el nombre original pudo haber sido Cuitlahuacapan, y traduce el término como En el agua de excrescencia dura. José Corona coincide en que el topónimo se traduce como Lugar de agua sucia, a partir de cuítlatl ("suciedad") y atl ("agua").
Existen diferentes significados de la palabra Tláhuac, otro de ellos deriva del Nahuatl auitlauia que significa "tener cuidado o estar a cargo de algo" según el Vocabulario en Lengua Castellana y Mexicana, de Fray Alonso de Molina (1571). Tláhuac

## Geografía

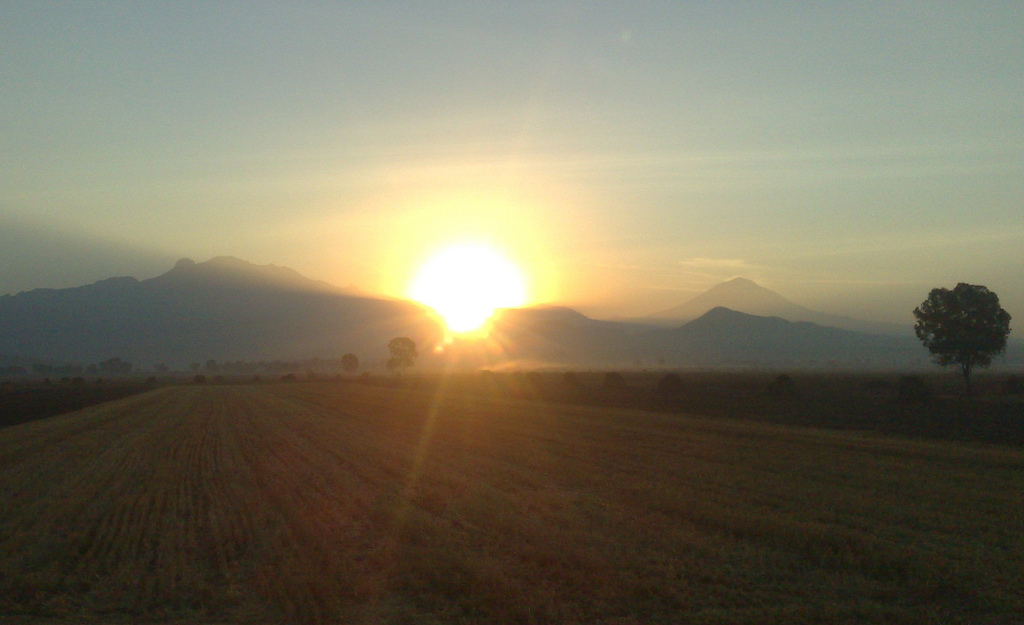
Vista de la llanura aluvial del lago de Chalco desde San Andrés Míxquic. Al fondo se observan los volcanes Iztaccíhuatl y Popocatépetl.

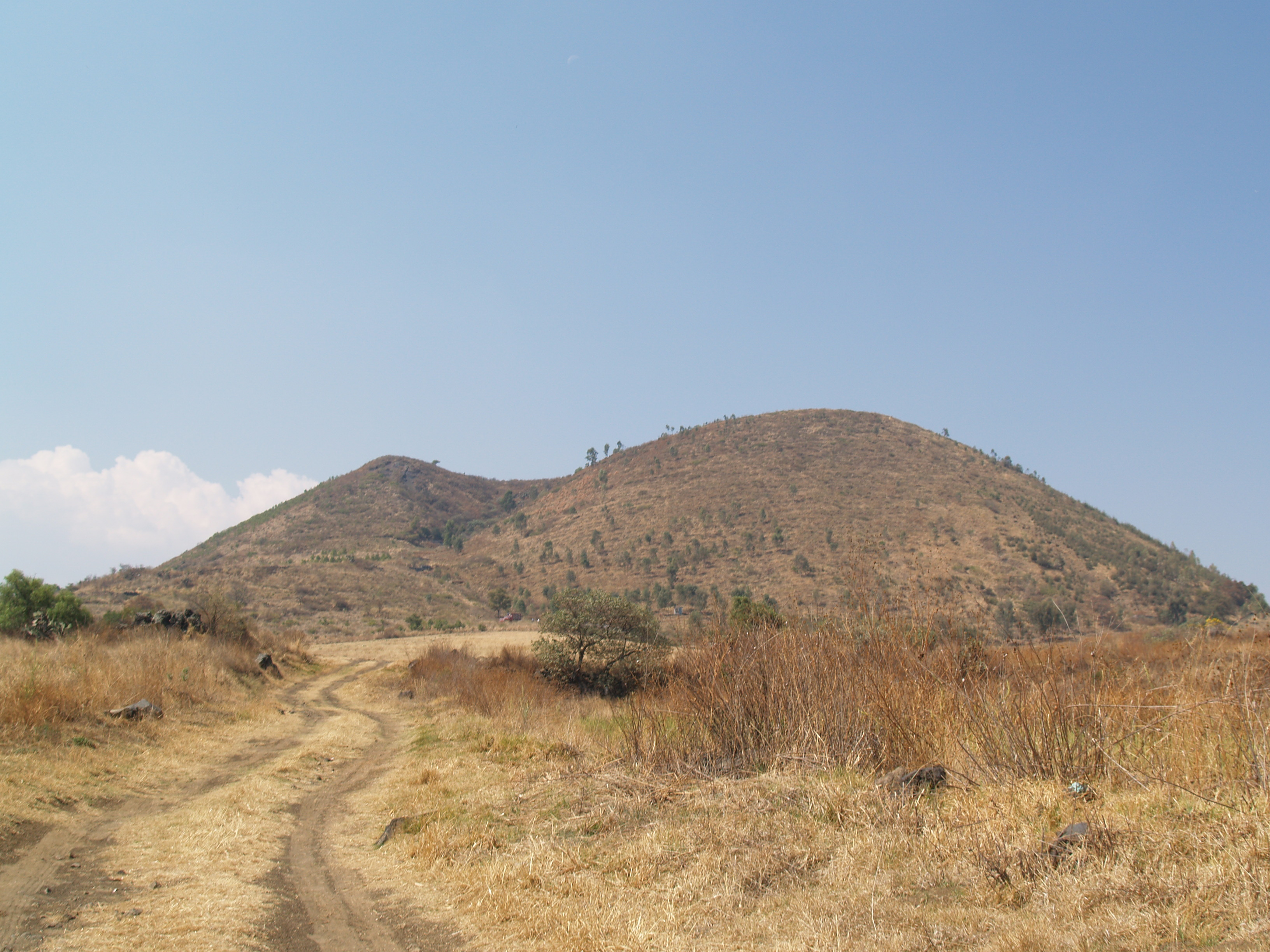
Cumbre del volcán Teuhtli, hito donde convergen los linderos de Tláhuac, Milpa Alta y Xochimilco.

El territorio de Tláhuac se encuentra al sureste de la Ciudad de México, consiste en una superficie de 83.45 km² que se extienden entre la sierra de Santa Catarina y el Teuhtli sobre la superficie drenada de los antiguos lagos de Chalco y Xochimilco. Limita al norte con la alcaldía Iztapalapa; al oriente con los municipios mexiquenses de Valle de Chalco Solidaridad y Chalco; al sur con la alcaldía de Milpa Alta y al poniente con Xochimilco.

### Límites
Los límites actuales de Tláhuac corresponden a la ratificación de los convenios limítrofes entre el Distrito Federal y los estados de México y Morelos, publicada por instrucción del Congreso mexicano el 30 de diciembre de 1994 en el Diario Oficial de la Federación. El documento describe la siguiente poligonal:

Tláhuac. A partir del centro de la mojonera denominada Diablotitla, que es uno de los vértices de la línea limítrofe entre el Distrito Federal y el estado de México, se dirige por dicha línea limítrofe hacia el suroeste, por el eje de la vía pública denominada Eje 10 Sur, hasta su intersección con el eje del llamado Camino de las Bombas, por el que continúa hacia el sur hasta el punto denominado Terremote San Andrés; se dirige hacia el oriente por el límite norte de los terrenos del ejido de Míxquic, hasta encontrar el canal General o su trazo, prosiguiendo por el eje del mismo hacia el suroeste hasta llegar al canal de Amecameca, por cuyo eje se encamina hacia el sureste para continuar por el camino de terracería que va de Míxquic, Ayotzingo y Huitzilzingo; en este punto quiebra hacia el suroeste y se dirige hacia la mojonera El Ameyal de donde prosigue hacia el noroeste para encontrar la mojonera Chila, a partir de aquí, continúa con rumbo general suroeste siguiendo todas las inflexiones del lindero entre las tierras propias de Tezompa y Míxquic, hasta llegar a un vértice de los terrenos de Tetelco, de donde se dirige hacia el noroeste por el eje del camino que va de Tetelco a Tezompa el que sigue en sus diversas inflexiones hasta encontrar la esquina noroeste del casco de la hacienda de Santa Fe Tetelco, continúa con la misma dirección hasta la cima de la loma llamada cerro del Calvario, de la cual se dirige al suroeste a la cima del cerro del Teuhtli; de donde se encamina al noroeste hasta una mojonera cilíndrica situada junto al canal Nacional de Chalco, donde termina la calzada del ejido del pueblo de Tláhuac, de donde se dirige al noroeste por el eje del canal Nacional de Chalco, hasta la calle de Piraña (antes Camino de la Turba); de este punto prosigue hacia el noreste por el eje de dicha calle hasta el centro de la mojonera La Turba, localizada en la esquina oriente de la exhacienda de San Nicolás Tolentino; prosigue por eje del Camino a la Turba, en todas sus inflexiones con rumbo noroeste y noreste, hasta el eje de la calzada Tulyehualco, por cuyo eje va al sureste hasta encontrar el eje de la calzada Providencia, del pueblo de San Lorenzo Tezonco, se dirige al noreste por el eje de esta calle, hasta la esquina noreste del panteón de San Lorenzo Tezonco, de donde continúa al noreste en línea recta sin accidente definido hasta la cima del cerro Santa Catarina; de aquí prosigue al noreste en línea recta hasta intersecar el eje de la Autopista México-Puebla, por cuyo eje se dirige hacia el sureste, hasta la mojonera Diablotitla, punto de partida.

Este convenio limítrofe entre el estado de México y el Distrito Federal modificó los límites orientales de Tláhuac. Algunos vecindarios pertenecientes a los pueblos de Santa Catarina Yecahuízotl y San Andrés Míxquic pasaron a formar parte de los municipios mexiquenses de Chalco y Valle de Chalco Solidaridad. Los afectados por el cambio manifestaron su desacuerdo con el tratado y solicitaron su reincorporación al Distrito Federal, pero no hubo ningún cambio posterior.

### Relieve y superficie

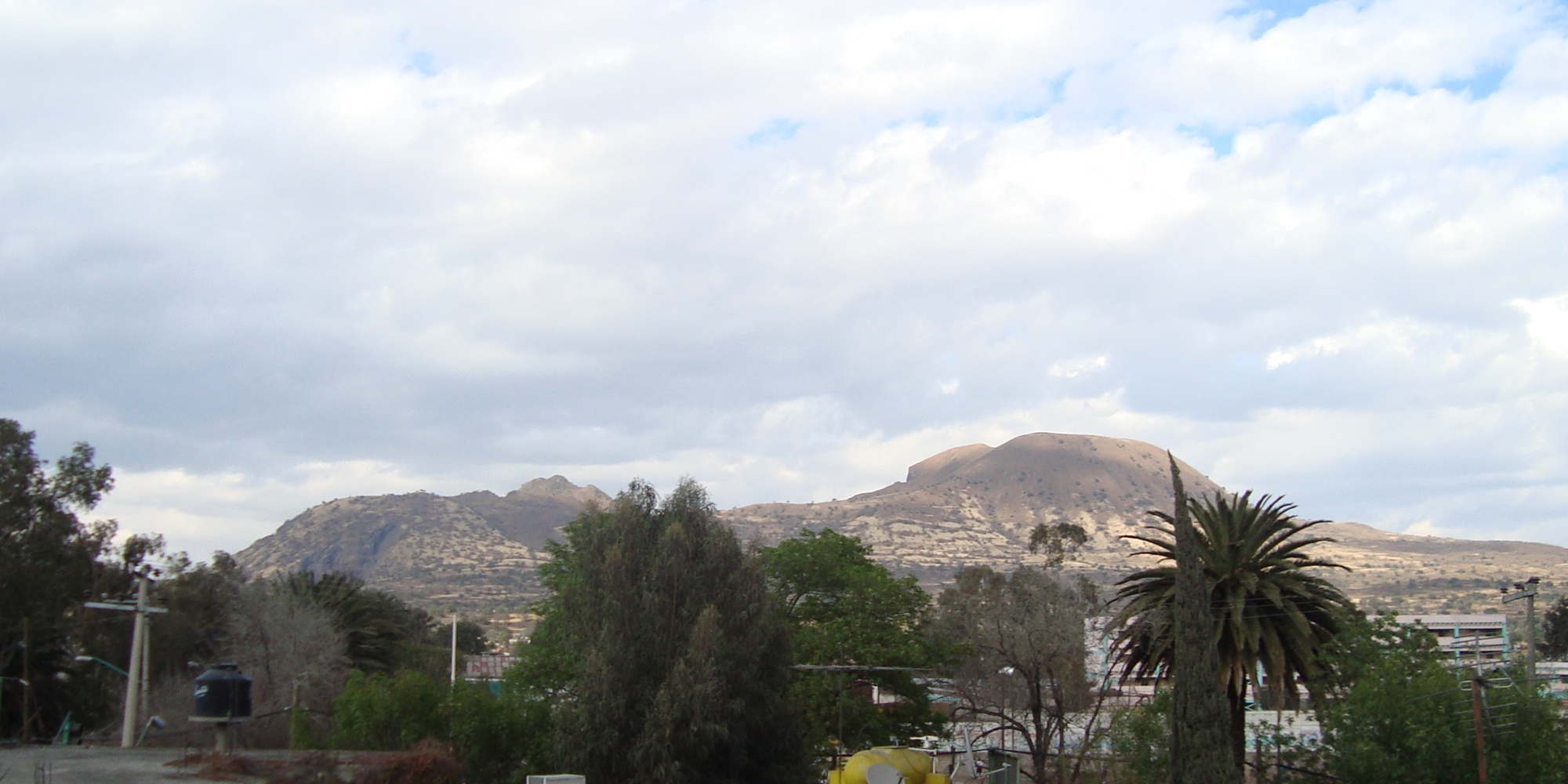
Volcanes Tecuauhtzin (izq.) y Guadalupe (der.), vistos desde San Francisco Tlaltenco.

El territorio de Tláhuac forma parte de la subprovincia Lagos y Volcanes del Anáhuac de la provincia fisiográfica del Eje Neovolcánico. El sistema de topoformas dominante es la llanura lacustre, que corresponde al 42% de la superficie delegacional y se ubica en el centro de la demarcación, de este a oeste. Rodean este sistema la llanura aluvial y la llanura lacustre salina, correspondientes al 30% del territorio. El sistema de sierra volcánica con estratovolcanes equivale a 28% y se encuentra en el Teuhtli y la sierra de Santa Catarina.
La superficie de la demarcación es de formación reciente. La mayor parte de ella corresponde al período Cuaternario, cuando emergió la sierra de Santa Catarina y se formó la planicie lacustre del valle de México. El Teuhtli es más antiguo, pues corresponde al período Terciario. Tanto la sierra de Santa Catarina como el volcán Teuhtli están constituidos por rocas ígneas extrusivas, predominan las unidades litológicas de basalto y brecha volcánica en la primera, y andesita en el último caso.
El tipo de suelo dominante en la demarcación es el regosol. Es un tipo de suelo de formación reciente, constituido por materiales sueltos similares a la roca madre. El regosol corresponde al 23% de la superficie de la demarcación y domina en el norte sobre la falda de la sierra de Santa Catarina. El 16% del territorio corresponde al feozem, dominante en el sur sobre la superficie del Teuhtli y zonas aledañas en Tetelco y Míxquic. El solonchak gléyico y el histosol son los suelos predominantes de la planicie lacustre.
Al norte de la alcaldía, los cerros de la sierra de Santa Catarina separan los términos de Tláhuac e Iztapalapa. Esta cadena montañosa inicia en el volcán Yuhualixqui, completamente dentro del territorio iztapalapense, y sigue hacia el oriente con los cerros Xaltepec, Tetecón, Tecuauhtzin y Guadalupe, que forman el límite norte de la demarcación. La sierra se eleva desde el nivel medio del valle de México en la cercanía de los pueblos de Tlaltenco, Zapotitlán y Santa Catarina hasta una altitud de 2820 m s. n. m. en la cumbre del volcán Guadalupe, que marca uno de los vértices del perímetro de Tláhuac.
| Elevaciones de Tláhuac             | Elevaciones de Tláhuac | Elevaciones de Tláhuac                      |
| ---------------------------------- | ---------------------- | ------------------------------------------- |
| Mapa físico de la alcaldía Tláhuac |                        |                                             |
| Nombre                             | Altitud (m s. n. m.)   | Coordenadas                                 |
| Volcán Guadalupe                   | 2820                   | 19°19′00″N 99°00′00″O / 19.31667, -99.00000 |
| Volcán Teuhtli                     | 2710                   | 19°13′00″N 99°02′00″O / 19.21667, -99.03333 |
| Volcán Xaltepec                    | 2500                   | 19°19′00″N 99°02′00″O / 19.31667, -99.03333 |
| Cerro Tetecón                      | 2470                   | 19°19′00″N 99°01′00″O / 19.31667, -99.01667 |
| Fuente: Inegi (2005).              |                        |                                             |

### Hidrografía

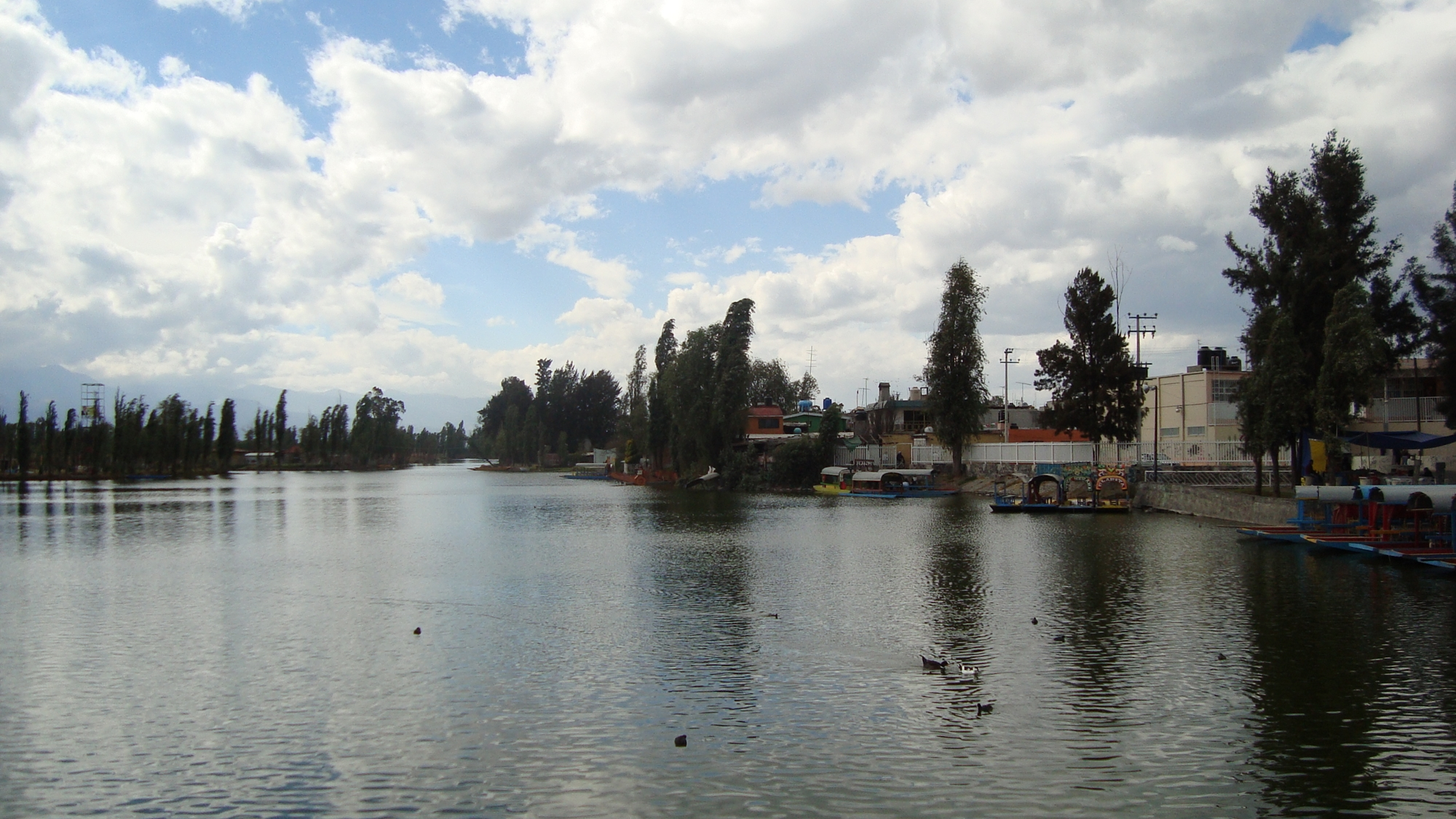
Vista del lago de los Reyes Aztecas, en San Pedro Tláhuac.

Tláhuac se encuentra totalmente dentro de la cuenca del Anáhuac. El centro de su territorio corresponde a la superficie de los lagos de Chalco y Xochimilco. De ellos sólo se conserva un sistema de canales que corre entre las chinampas de los pueblos de Tláhuac y Míxquic. En la actualidad, el Anáhuac forma parte de la cuenca del río Pánuco, a la que quedó ligado a través de las obras hidráulicas realizadas en el norte del valle de México a partir del siglo XVII. Este drenaje lleva las aguas de la cuenca al río Tula, tributario del Pánuco que desemboca en la vertiente del golfo de México junto al puerto de Tampico.
El sistema de canales de la chinampería es alimentado con aguas residuales procedente de la planta de tratamiento del cerro de la Estrella, en Iztapalapa. Esta es conducida a través del conducto subterráneo del canal de Garay y la avenida Tláhuac hasta los canales de la zona de Cuemanco y Tlaltenco. De no ser así, los canales estarían secos debido a que los manantiales que alimentaban los lagos de la cuenca están exhaustos o han sido desviados hacia el desagüe general del valle de México. En 2003 la planta del cerro de la Estrella enviaba a los canales de Xochimilco y Tláhuac un total de 1.6 m³/s, y 1.2 m³/s para emplear en los canales de riego de la región de Tláhuac-Míxquic. La calidad de las aguas que reciben los canales de Tláhuac es regular, debido a que no se emplean para consumo humano, sino para actividades agrícolas. Como estos cauces no están completamente purificados, el suelo de la chinampería tlahuaquense presenta indicios de contaminación por sales y metales pesados, aunque no rebasan los límites permisibles.
Los humedales de Tláhuac constituyen un rasgo hidrológico importante en el valle de México. Se localizan sobre la planicie lacustre de Chalco, al oriente de la demarcación. La formación de esta ciénega se debe a la explotación del acuífero de Santa Catarina-Mixquic a través de un conjunto de pozos que bombean el agua desde el subsuelo de la zona. La extracción del líquido ha provocado el hundimiento de las zonas cercanas a los pozos, y esto ha favorecido la acumulación de agua en la superficie localizada en torno a la carretera Tláhuac-Chalco. Desde 1988 el nuevo lago ha alcanzado 12 metros de profundidad. Los estudios que se han realizado sobre el fenómeno pronostican que la superficie del humedal se extenderá en los años siguientes hacia el sureste, acentuando la exposición de la zona habitacional de Valle de Chalco y el oriente de San Pedro Tláhuac al riesgo de inundaciones más graves hacia 2015, puesto que la infraestructura hidráulica de la región de Chalco se verá afectada por la deformación del suelo.

### Clima
El clima de Tláhuac es templado subhúmedo con lluvias en verano (Cwb, de acuerdo con la clasificación climática de Köppen). El norte del término tlahuaquense presenta condiciones de menor humedad, mientras que el tercio meridional tiene una humedad media. La temperatura anual promedio es de 16.8 °C, con una máxima promedio de 25.4 °C y una mínima de 5.2 °C. Los meses más cálidos son abril y mayo, en tanto que los más fríos son diciembre y enero. La temporada de lluvias comienza en mayo y concluye en octubre, las precipitaciones se hacen más intensas se presentan entre julio y agosto, meses en que llueve entre 13 y 15 días en promedio.
| Parámetros climáticos promedio de la estación meteorológica de Tláhuac | Parámetros climáticos promedio de la estación meteorológica de Tláhuac | Parámetros climáticos promedio de la estación meteorológica de Tláhuac | Parámetros climáticos promedio de la estación meteorológica de Tláhuac | Parámetros climáticos promedio de la estación meteorológica de Tláhuac | Parámetros climáticos promedio de la estación meteorológica de Tláhuac | Parámetros climáticos promedio de la estación meteorológica de Tláhuac | Parámetros climáticos promedio de la estación meteorológica de Tláhuac | Parámetros climáticos promedio de la estación meteorológica de Tláhuac | Parámetros climáticos promedio de la estación meteorológica de Tláhuac | Parámetros climáticos promedio de la estación meteorológica de Tláhuac | Parámetros climáticos promedio de la estación meteorológica de Tláhuac | Parámetros climáticos promedio de la estación meteorológica de Tláhuac | Parámetros climáticos promedio de la estación meteorológica de Tláhuac |
| Mes                                                                    | Ene.                                                                   | Feb.                                                                   | Mar.                                                                   | Abr.                                                                   | May.                                                                   | Jun.                                                                   | Jul.                                                                   | Ago.                                                                   | Sep.                                                                   | Oct.                                                                   | Nov.                                                                   | Dic.                                                                   | Anual                                                                  |
| ---------------------------------------------------------------------- | ---------------------------------------------------------------------- | ---------------------------------------------------------------------- | ---------------------------------------------------------------------- | ---------------------------------------------------------------------- | ---------------------------------------------------------------------- | ---------------------------------------------------------------------- | ---------------------------------------------------------------------- | ---------------------------------------------------------------------- | ---------------------------------------------------------------------- | ---------------------------------------------------------------------- | ---------------------------------------------------------------------- | ---------------------------------------------------------------------- | ---------------------------------------------------------------------- |
| Temp. máx. media (°C)                                                  | 23.8                                                                   | 24.9                                                                   | 26.8                                                                   | 28.2                                                                   | 28.3                                                                   | 26.0                                                                   | 24.5                                                                   | 24.3                                                                   | 24.6                                                                   | 24.8                                                                   | 24.4                                                                   | 23.6                                                                   | 25.4                                                                   |
| Temp. media (°C)                                                       | 13.8                                                                   | 14.9                                                                   | 16.8                                                                   | 18.4                                                                   | 19.1                                                                   | 18.5                                                                   | 17.7                                                                   | 17.6                                                                   | 17.6                                                                   | 17.1                                                                   | 15.3                                                                   | 14.2                                                                   | 16.8                                                                   |
| Temp. mín. media (°C)                                                  | 3.9                                                                    | 5.0                                                                    | 6.7                                                                    | 8.6                                                                    | 9.8                                                                    | 11.1                                                                   | 10.9                                                                   | 10.8                                                                   | 10.7                                                                   | 9.3                                                                    | 6.2                                                                    | 4.8                                                                    | 8.2                                                                    |
| Precipitación total (mm)                                               | 9.1                                                                    | 5.3                                                                    | 10.1                                                                   | 15.8                                                                   | 53.3                                                                   | 88.7                                                                   | 106.5                                                                  | 104.4                                                                  | 89.4                                                                   | 47.0                                                                   | 4.7                                                                    | 3.4                                                                    | 537.7                                                                  |
| Días de precipitaciones (≥ 1 mm)                                       | 0.9                                                                    | 1.3                                                                    | 1.6                                                                    | 3.0                                                                    | 7.1                                                                    | 10.8                                                                   | 14.3                                                                   | 13.4                                                                   | 10.9                                                                   | 5.2                                                                    | 1.4                                                                    | 0.5                                                                    | 70.4                                                                   |
| [cita requerida]                                                       |                                                                        |                                                                        |                                                                        |                                                                        |                                                                        |                                                                        |                                                                        |                                                                        |                                                                        |                                                                        |                                                                        |                                                                        |                                                                        |

### Biota
Los ecosistemas del territorio tlahuaquense han sido altamente modificados por la presencia humana. En la alcaldía se encuentran dos zonas sujetas a conservación ecológica, que son la sierra de Santa Catarina y la zona ejidal de Xochimilco y San Gregorio Atlapulco. El entorno chinampero de la cuenca de México es producto de ella, aunque actualmente se encuentra amenazado por el avance de la zona urbana de la Ciudad de México. Aproximadamente el 40% de la superficie de Tláhuac corresponde a la zona urbana, el 55% es empleado para la agricultura, 4% son pastizales y una pequeña porción corresponde al bosque que se encuentra en las laderas del Teuhtli. El ecosistema lacustre comprende especies vegetales nativas como ahuejote y tule, que alternan con los cultivos de hortalizas, flores de ornato, maíz y algunos árboles frutales. En el siglo XIX se introdujeron especies como el eucalipto y el lirio acuático que han afectado el equilibrio del ecosistema local. La presencia humana prácticamente ha eliminado a fauna nativa, persisten algunas especies altamente amenazadas como el ajolote, ardillas, culebras de agua, sapos y algunas especies de insectos significativas como el axayácatl. En las laderas de la sierra de Santa Catarina la vegetación prácticamente ha sido arrasada; sobreviven los pirules, eucaliptos y casuarinas que se han empleado en la reforestación. Todavía es posible encontrar alguna serpiente de cascabel y ardillas en la zona. En el Teuhtli se conserva un pequeño bosque de encino, que es representativo de los ecosistemas nativos del valle de México.

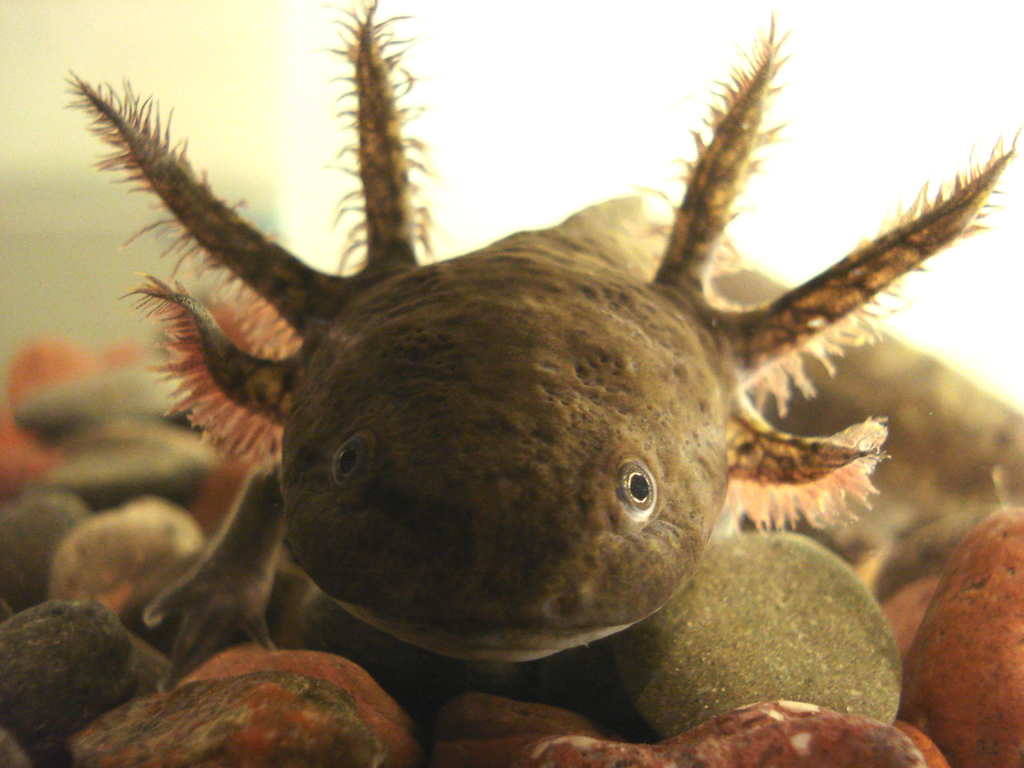
Ajolote Ambystoma mexicanum
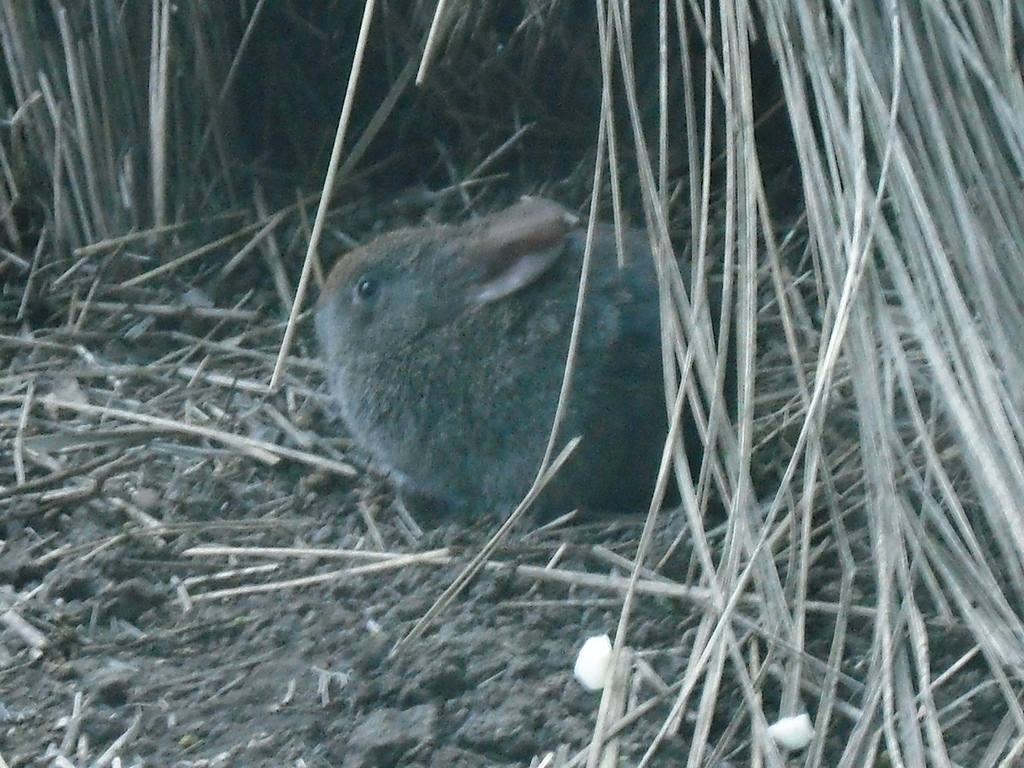
Zacatuche Romerolagus diazi
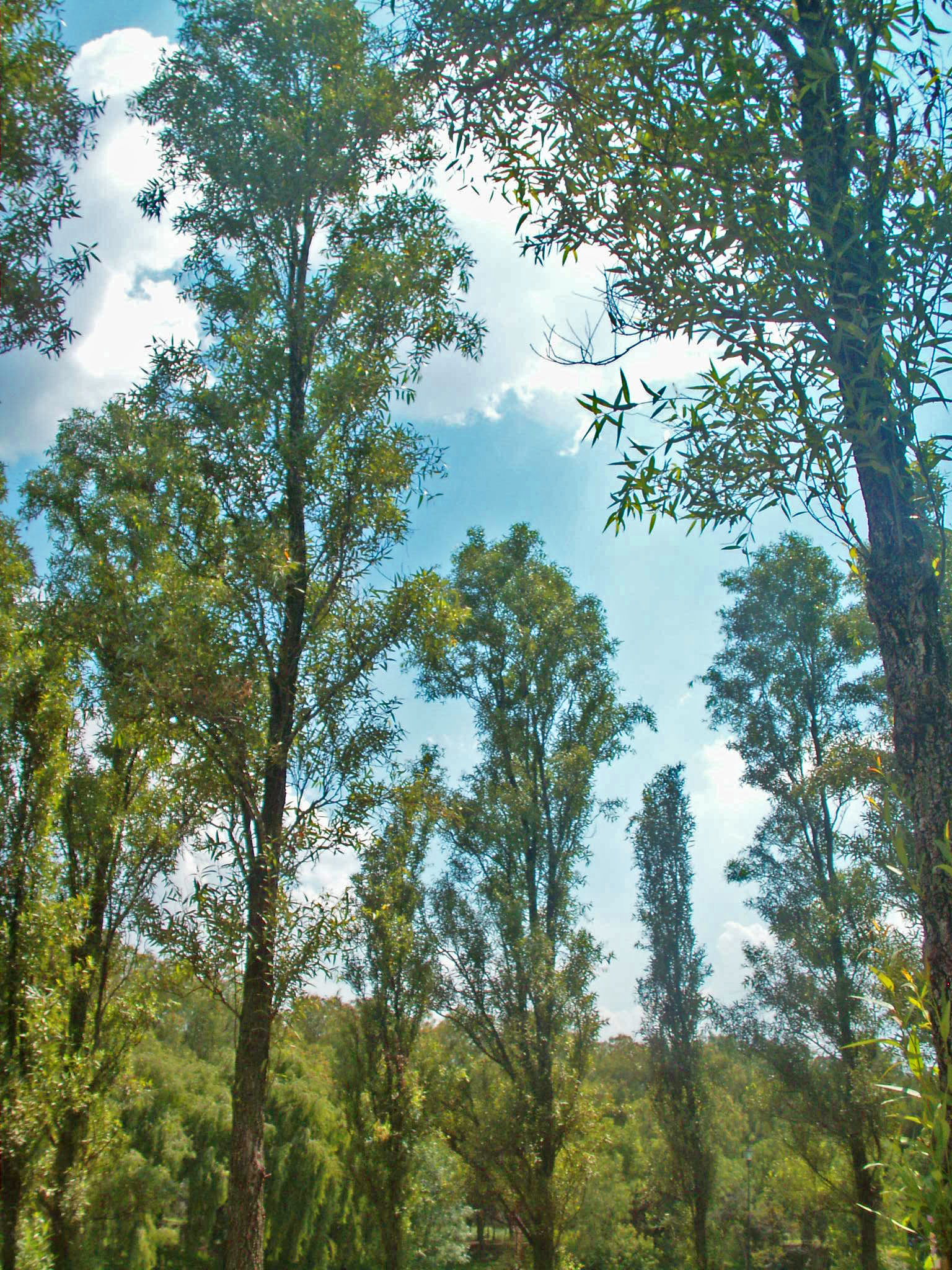
Ahuejote Salix bonplandiana
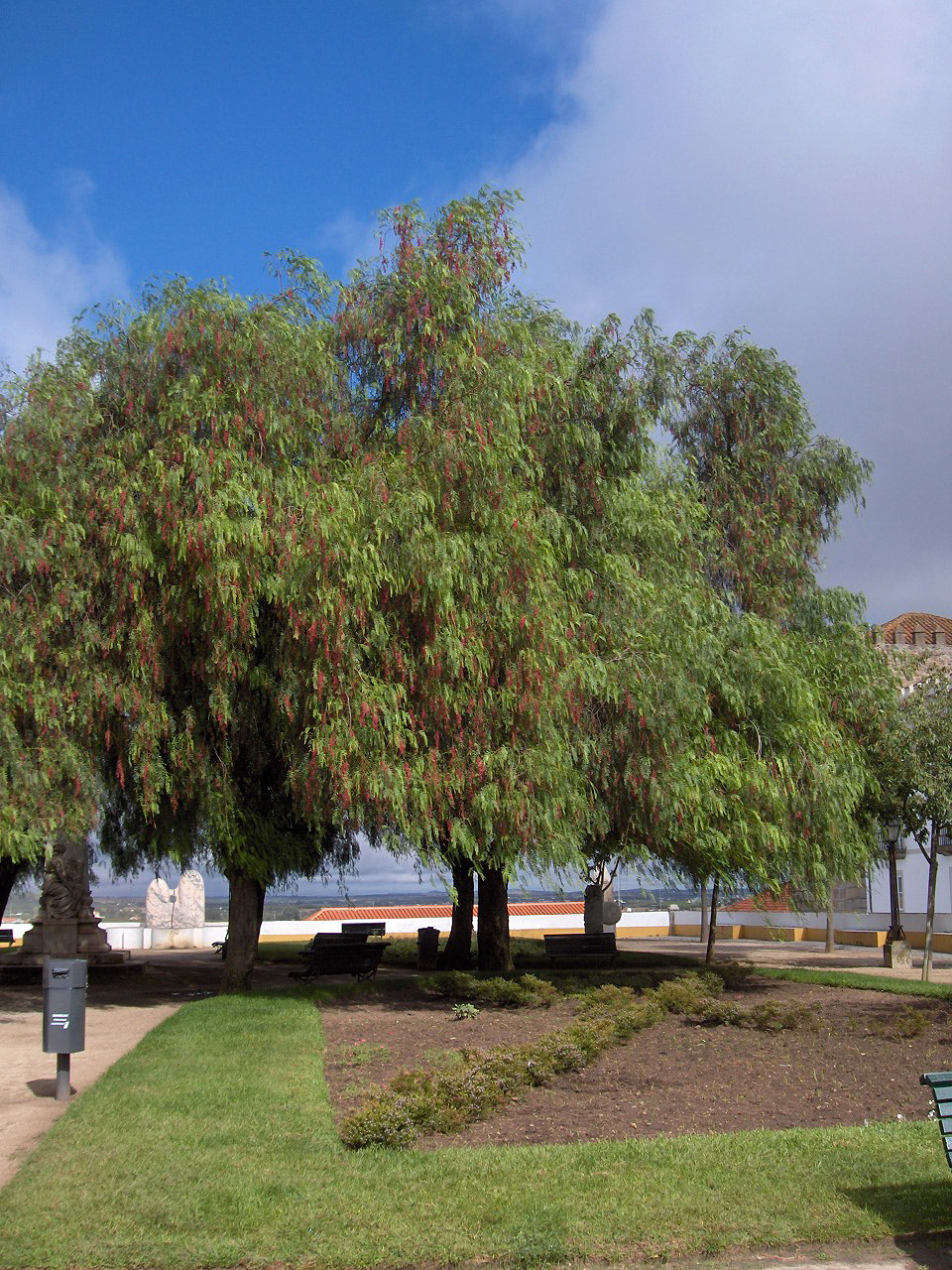
Pirul Schinus molle
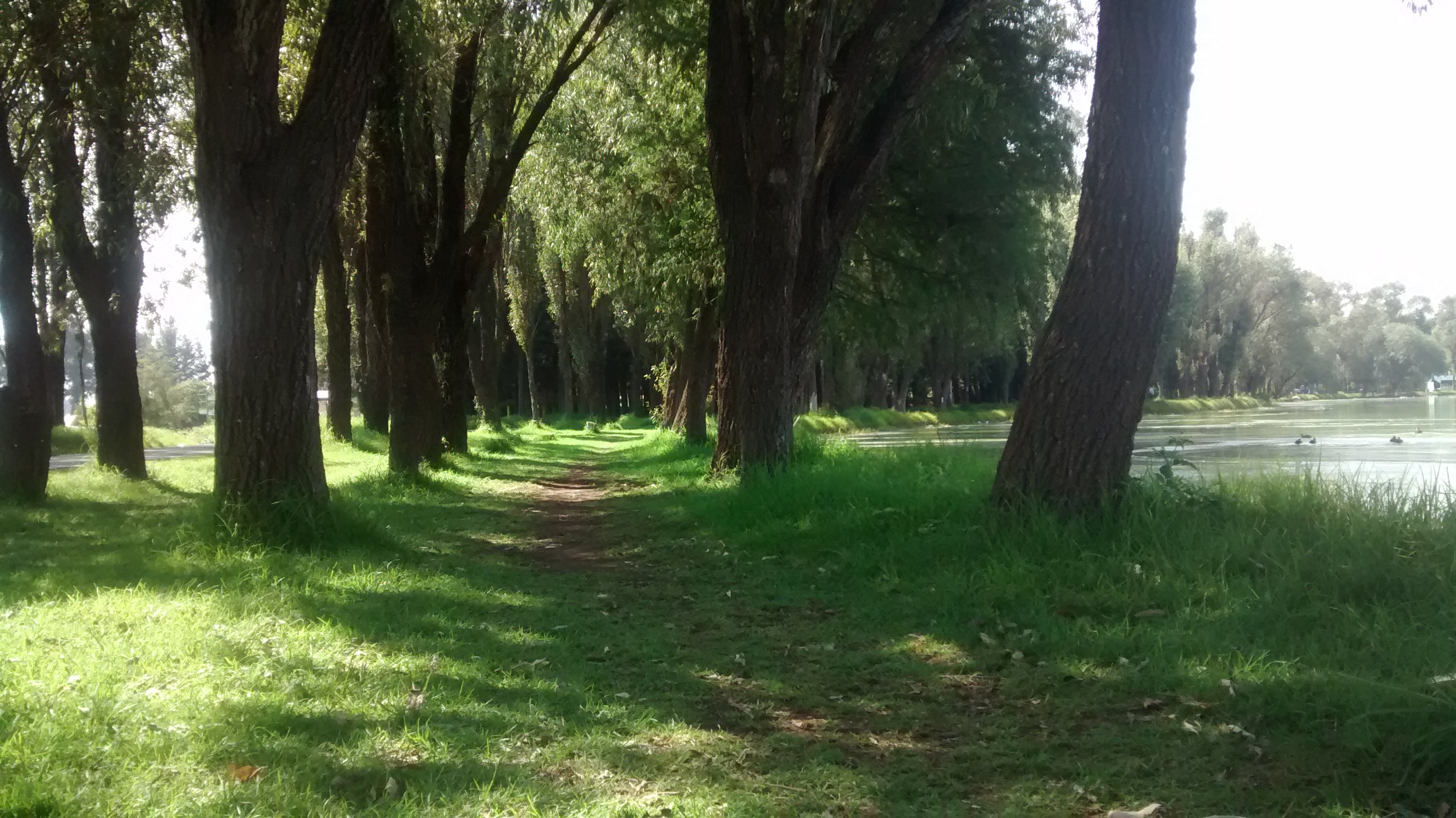
Bosque de Tláhuac Bosque de Tláhuac

## Historia

### Historia prehispánica

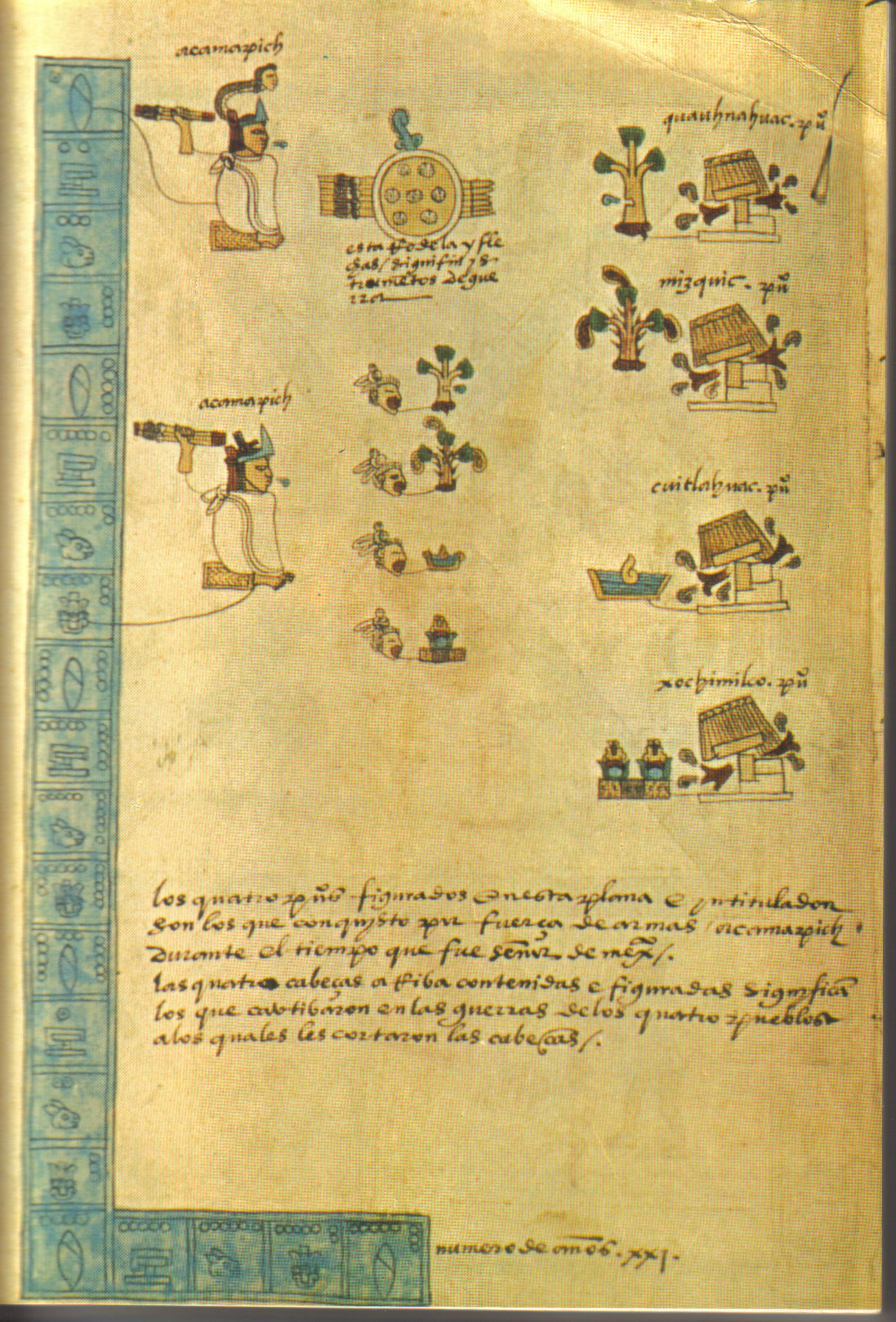
Conquista de Míxquic y Tláhuac por Acamapichtli, según el Códice Mendocino.

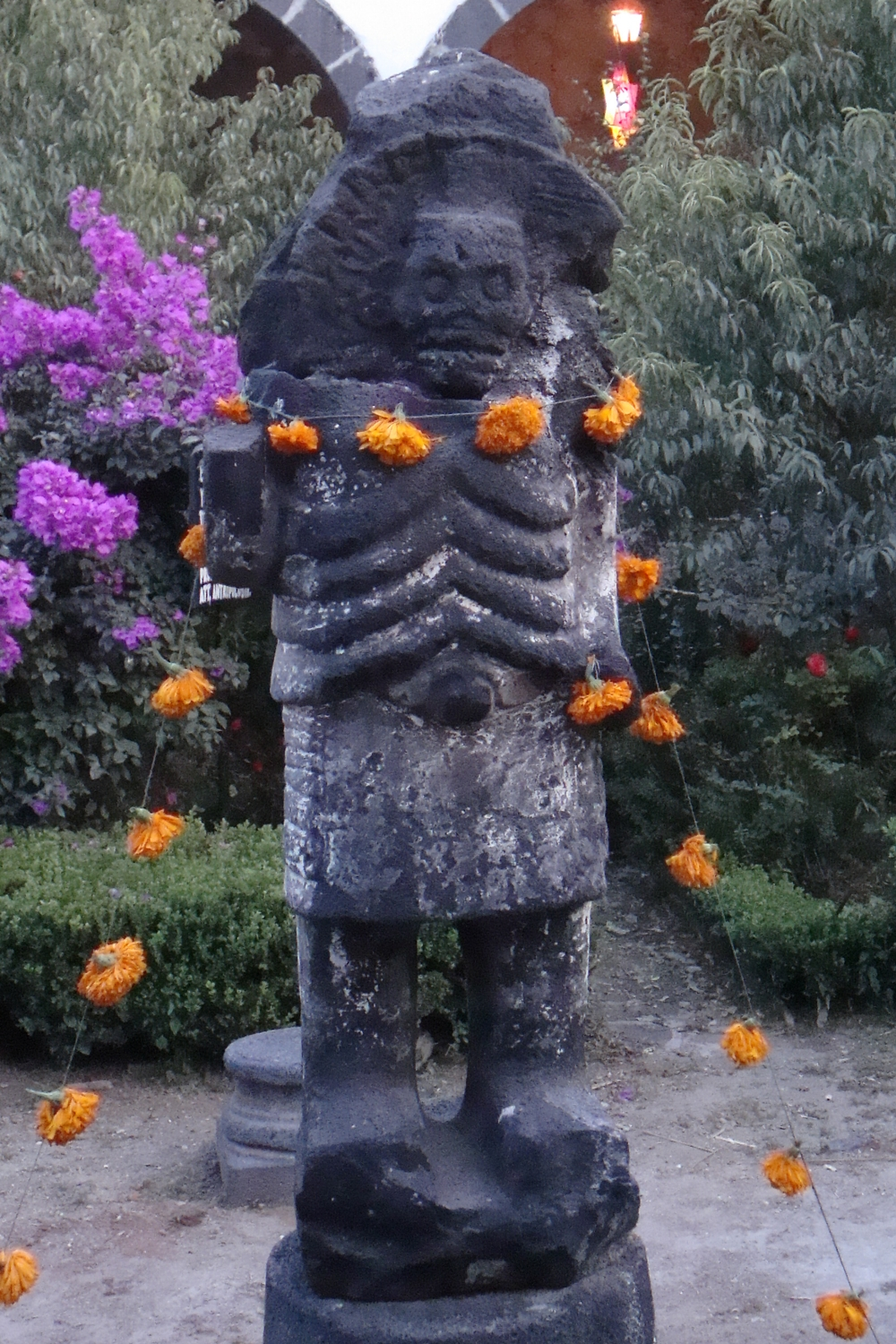
Efigie en basalto de Mictlantecuhtli. Se encuentra en el convento de San Andrés Míxquic.

La región de Tláhuac presenta indicios de ocupación humana por lo menos desde el período Preclásico de Mesoamérica. Hay evidencia de que la isla de Cuitláhuac y la ribera de Tlaltenco fueron ocupadas por aldeas agrícolas en una época contemporánea al desarrollo de Cuicuilco. En las inmediaciones de Tlaltenco se han hallado restos de cerámica que han sido fechados en el año 1500 a. C. que corresponden a la aldea que se asentó en el predio conocido como Terremote Tlaltenco. Debido a la construcción de la línea 12 del metro de la Ciudad de México se ha perdido una parte de esos materiales. Tan antiguos como los descubrimientos en Terremote son los vestigios de ocupación humana en San Juan Ixtayopan, localizado en el suroeste de Tláhuac sobre la ladera del Teuhtli. Tanto Terremote como Ixtayopan son sitios que fueron abandonados al final del Preclásico Tardío, cuando Teotihuacán se convirtió definitivamente en el principal centro político y urbano de la cuenca de México, a partir de la erupción del Xitle que cubrió de lava a Cuicuilco, su rival.
En lo que fue la isla de Cuitláhuac se han encontrado materiales que corresponden a las diversas culturas arqueológicas que se desarrollaron en el valle de México, incluyendo la tolteca y la mexica. Las excavaciones arqueológicas han revelado que el poblamiento de Cuitláhuac fue similar al de Xochimilco, pues ambas localidades contaron con un importante antecedente de la época teotihuacana al que se superpusieron directamente los grupos portadores de la cerámica Azteca II. La fundación de Cuitláhuac ocurrió en el año 3 conejo (1222), de acuerdo con los Anales de Cuautitlán. Los fundadores fueron Cuauhtlotlin Tecuhtli, Huitzin, Tlicoatzin, Chalchiuhtzin y Chahuaquetzin, señores chichimecas que establecieron el centro del altépetl en el barrio que llamaron Tizic.

3 tochtli… yn tlamaçehualleque Tlahuaca yn tlatzintiani Quauhtlotlin teuctli yhuan Yhuitzin yhuan Tlilcoatzin yhuan Chalchiuhtzin yhuan Chahuaquetzin yn yehuantinin oc huel yehuantin yn Chichimeca catca hualxeliuhque Xicco Chalca Tlahuacan yc mitoa motenehua Cuitlahuaca tlatoque Tiçic.

3 conejo [1222]. En este año los grandes personajes, beneméritos y nobles chichimecas llamados Cuauhtlotlin Tecuhtli, Huitzin, Tlicoatzin, Chalchiuhtzin y Chahuaquetzin, fundadores de Cuitláhuac y señores de Tizic, se repartieron por Xicco, Chalco y el mismo Tláhuac, según se dijo.

En 1230, Chalco-Atenco conquistó Cuitláhuac, de modo que esta población pasó a ser sujeto de los chalcas, al igual que Míxquic. y otras poblaciones de la orilla del lago. Los mexicas sojuzgaron a los cuitlahuacas en 1393, por lo que a partir de ese año el pueblo se convirtió en tributario de Azcapotzalco, dado que los guerreros mexicas eran mercenarios de esta ciudad. Cuando México-Tenochtitlan se libró del dominio tepaneca, Cuitláhuac tributó directamente a los mexicas.
Las poblaciones que estaban asentadas en el territorio actual de Tláhuac se encontraban organizados políticamente en torno a varias unidades políticas llamadas altépetl. Los cuitlahuacas eran la tribu que se asentaba principalmente en Cuitláhuac, que estaba dividida en cuatro calpullis llamados Tizic, Atenchincalcan, Teopancalcan y Tecpancalco. Las fuentes del siglo XVI indican que su territorio comprendía también Zapotitlán, Tlaltenco y Cuauhtli-Itlacuayan. La tribu mixquica ocupó la franja sur de la costa del lago de Chalco, entre los dominios de Xochimilco y Chalco-Atenco. Tanto los mixquicas como los cuitlahuacas se consideraban como descendientes de los xochimilcas, que mantenían el control sobre Ixtayopan
A esta época —que forma parte del período Posclásico mesoamericano— corresponden piezas que han sido encontradas en diversas partes de la delegación de Tláhuac, particularmente en la cabecera delegacional y en San Andrés Míxquic. En el primer caso, los hallazgos más significativos son los cinco braseros ceremoniales encontrados en los campos de cultivo de San Pedro Tláhuac en 1995. Representan a Chicomecóatl, Tonacatecuhtli, Tonacacíhuatl, Tláloc y Chalchiuhtlicue. Todos fueron llevados a las bodegas del Instituto Nacional de Antropología e Historia de México (INAH), que los colocó en exposición pública en la sala Mexica del Museo Nacional de Antropología (MNA) en la Ciudad de México. En 2010 se entregó a la comunidad una réplica del brasero de Chicomecóatl para ser colocado en exposición en el Museo Comunitario Cuitláhuac de la cabecera delegacional.

### Conquista y Colonia

Ruta de Cortés desde la costa del Golfo hasta Tenochtitlan.

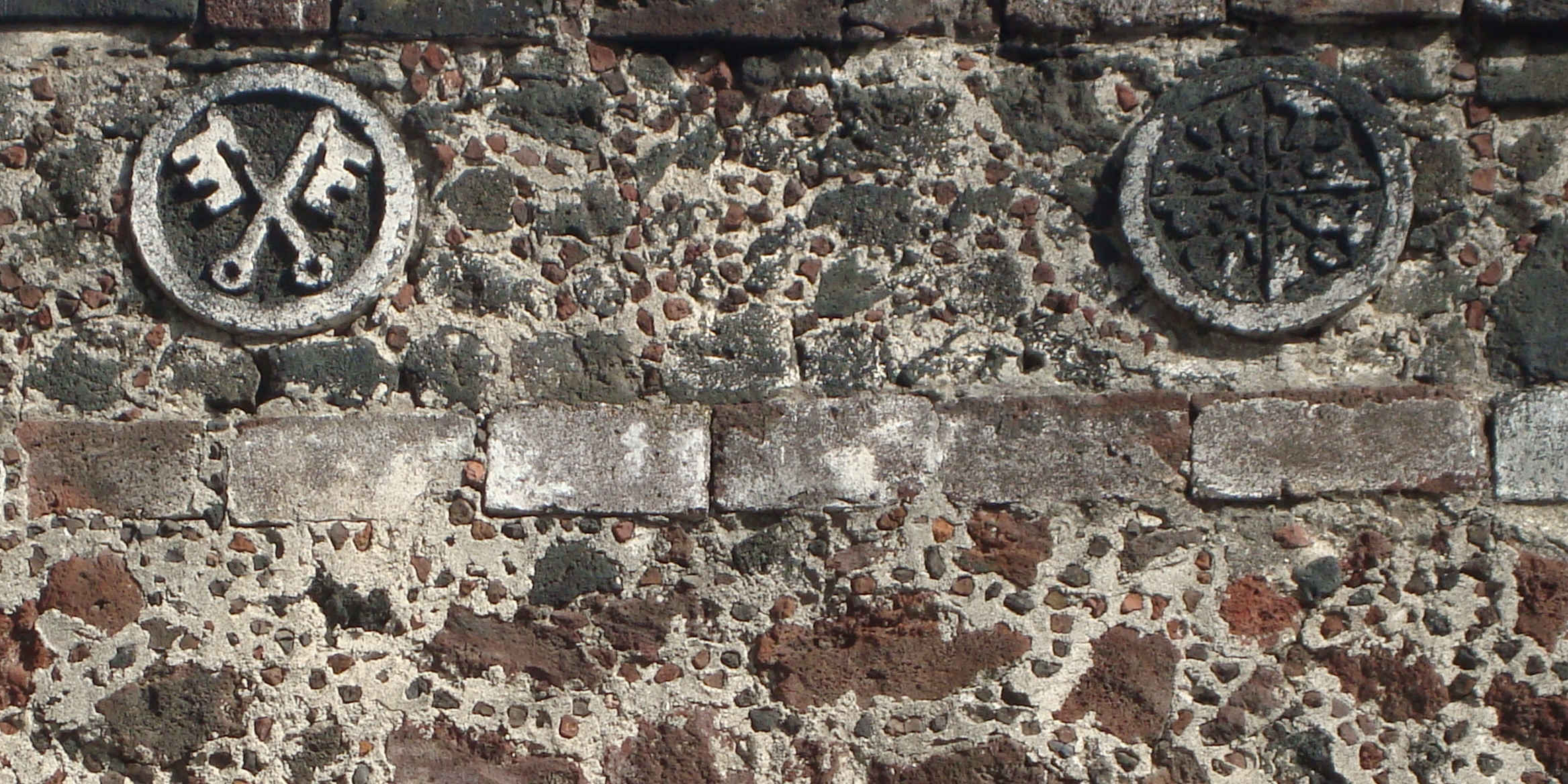
Emblemas de san Pedro Apóstol y la orden dominica en el exconvento de Tláhuac.

Los españoles se internaron a los valles del centro-sur de México desde la costa de Veracruz. Después de atravesar el valle de Tlaxcala —donde habían arrasado a Cholula con el apoyo de sus aliados totonacas y tlaxcaltecas— y la Sierra Nevada, llegaron al valle del Anáhuac, donde se encontraba la gran Tenochtitlan. En su paso hacia la capital mexica, los españoles y sus aliados indígenas pasaron por Míxquic y Cuitláhuac. A la primera la llamaron Venezuela, es decir, una pequeña Venecia, por su situación insular en el lago de Chalco.

[...] e fuimos a dormir a otro pueblo que está poblado en la laguna, que me parece que se dice Mezquique [Míxquic], que después se puso nombre Venezuela, y tenía tantas torres y grandes cúes [templos] que blanqueaban, y el cacique de él y principales nos hicieron mucha honra, y dieron a Cortés un presente de oro y mantas ricas, que valdría el oro cuatrocientos pesos.

En la última etapa del cerco contra Tenochtitlan, los españoles y sus aliados ocuparon Míxquic y Cuitláhuac como parte de una estrategia para cortar las rutas de abastecimiento de los mexicas. Los mixquicas apoyaron a los españoles, brindándoles alimentos y otros insumos en medio de la guerra contra los mexicas. Al concluir la conquista del centro de México, Cuitláhuac y Míxquic fueron designados como parte de la jurisdicción de México, aunque terminarían constituyéndose como encomiendas particulares desde el siglo XVI hasta el siglo XVII. Tláhuac y Míxquic conservaron la categoría de cabeceras regionales. La primera tuvo como sujetos a los pueblos de Santiago Zapotitlán, San Francisco Tlatelpa (actualmente San Francisco Tlaltenco), y Santa Catarina Yecahuízotl. San Nicolás Teteltzinco (actualmente San Nicolás Tetelco) era sujeto de Míxquic. En 1531, los franciscanos introdujeron el cultivo del olivo por primera vez en México.
En la década de 1575
```
se reporta que Tláhuac tenía alrededor de 12 acentamientos en total, entre estos se encontraban; Santa María Magdalena, San Miguel Xico, San Francisco Tlaltenco, Santiago Zapotitlán, Santa Catarina, San Pablo, San Antonio, Santa Bárbara, Santa Ana y la Exaltación de la Cruz. 
```

En 1603 el rey Felipe III comisionó a don Alonso de Zúñiga para que realizará la congregación de pueblos de Tláhuac, el juez redujo varios pueblos situados en islas y en las orillas norte del lago, con esta congregación los sujetos de San Pedro Tláhuac pasaron de ser 11 a 4.
La evangelización de Tláhuac y Míxquic se realizó después de la Conquista. Los pueblos que actualmente conforman la alcaldía de Tláhuac fueron evangelizados por franciscanos, dominicos y agustinos. Míxquic quedó a cargo de estos últimos. El primer convento de Míxquic se erigió durante la segunda mitad del siglo XVI, pero un terremoto lo destruyó. La construcción actual data de 1620 y fue consagrada a san Andrés Apóstol porque los habitantes del lugar se alimentaban principalmente de peces. Los franciscanos se establecieron en Xochimilco y Tláhuac, aunque en 1554, San Pedro Tláhuac se convirtió en parroquia administrada por los dominicos. A los franciscanos se debe la introducción del olivo en México; algunos de los primeros árboles de esa especie se encuentran todavía en Olivar de Santa María, actualmente dentro del término tlahuaquense.
En 1786 Tláhuac se convirtió en una dependencia del corregimiento de Chalco, que formaba parte de la intendencia de México.

### México independiente

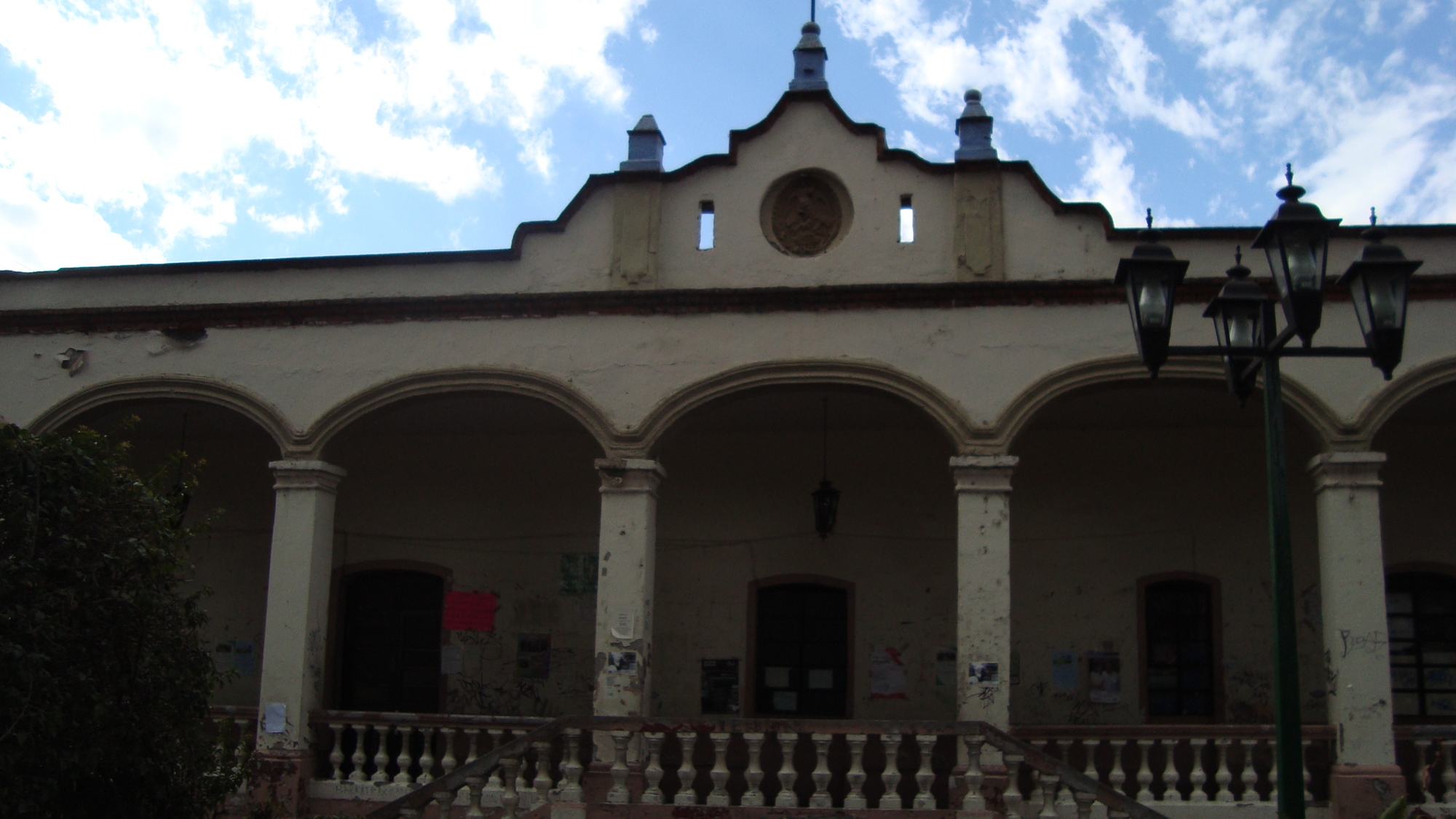
Edificio antiguo del Ayuntamiento de Tláhuac. Fue construido en el para albergar el gobierno del municipio, creado en 1862 como parte de la prefectura de Xochimilco.

El 14 de noviembre de 1824 se emitió el decreto de creación del Distrito Federal. El territorio asignado a la capital del país se limitaba a un círculo de dos leguas de radio a partir del centro de la Plaza Mayor de la Ciudad de México. La asignación del territorio capitalino se realizó a costa del territorio del estado de México, que además perdió su capital y tuvo que mudar su gobierno a Texcoco. Como la delimitación del Distrito Federal no respetaba la división municipal, el decreto de 1824 fue complementado el 18 de abril de 1826. Esta nueva disposición indicaba que los municipios de Coyoacán, Tlalpan, Mexicaltzingo y Xochimilco no formarían parte del Distrito Federal por quedar la mayoría de su población fuera del círculo distrital. De esta manera, Tláhuac, que era una dependencia de Xochimilco, quedó dentro del territorio mexiquense hasta que Antonio López de Santa Anna dispuso que Xochimilco —entre otras demarcaciones territoriales— se añadiera al Distrito Federal en 1854. Míxquic y Tláhuac fueron declaradas municipalidades del Distrito Federal como parte de la prefectura de Xochimilco en 1862.
Durante la segunda mitad del siglo XIX los pueblos tlahuaquenses fueron despojados de sus propiedades comunales —reconocidas desde la época de la Colonia— como consecuencia de la aplicación de la Ley Lerdo, promulgada en 1856. Esta ley disponía la desamortización de los bienes eclesiásticos y de otras corporaciones, entre las que se incluía a las comunidades indígenas y a los ayuntamientos. La aplicación de la ley contemplaba delimitar cuáles eran los terrenos que serían desamortizados, lo que ocasionó conflictos en los pueblos de las riberas de Chalco y Xochimilco, que ante la desecación de los lagos reclamaban el dominio sobre la superficie de los mismos. Antes de la promulgación de la ley, los pueblos de la región usufructuaban con los recursos lacustres, a través de actividades como la pesca y la recolección de vegetales e insectos. Además, los lagos constituían una importante vía de comunicación que favorecía el comercio entre el valle de Chalco y la Ciudad de México.

### Porfiriato

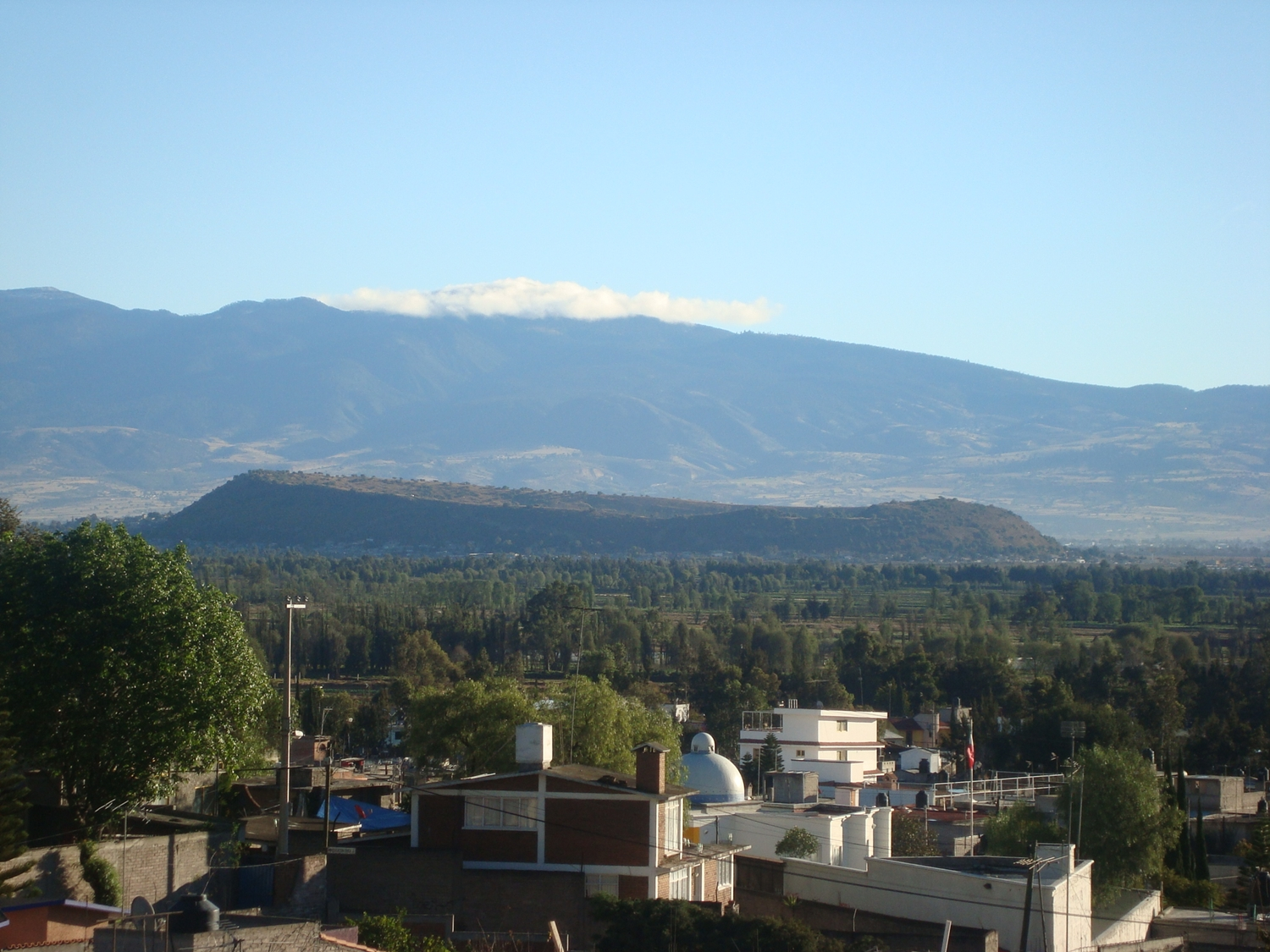
Vista del oriente de Tláhuac desde el Teuhtli. La planicie que se observa entre la zona habitacional y el cerro de Xico (centro) corresponde al lago de Chalco, desecado durante el Porfiriato.

Durante el gobierno de Porfirio Díaz, los pueblos de Tláhuac se enfrentaron a la presión sobre sus propiedades comunales. Durante ese período, una figura relevante en toda la cuenca de Chalco y Xochimilco fue Íñigo Noriega Lasso, un emigrado español que amasó una gran fortuna como resultado de su gran amistad con el dictador mexicano. Como parte de la Negociación Agrícola de Xico, Noriega presentó en 1894 una solicitud para que se le permitiera construir un canal que desaguara el lago de Chalco —que ocupaba la mitad oriental del actual territorio de Tláhuac— a través del vaso de Texcoco. El gobierno de Díaz delegó la responsabilidad de responder al estado de México, que manifestó su anuencia en 1895. La intención de Noriega era aumentar la superficie cultivable de la hacienda de Xico a costa de los terrenos descubiertos por la desecación del suelo lacustre. La propuesta de Noriega incluía una reclamación sobre los bienes comunales de los pueblos de Tláhuac, Míxquic y Tulyehualco, a los que se les había designado una parte de la superficie del lago durante la época colonial. Los argumentos esgrimidos para la desecación del canal incluían el supuesto mal olor de las aguas y la amenaza que el ambiente lacustre representaba para los habitantes de la región. Se sobreentendía que las actividades que el modo de explotación de los recursos de la cuenca por parte de las comunidades ribereñas.
Los habitantes de Tláhuac, Tulyehualco, Míxquic, Zapotitlán, Tlaltenco e Ixtayopan solicitaban la adjudicación de algunas zonas descubiertas por el descenso del nivel del lago de Chalco a lo largo del siglo XIX. Las obras del canal de La Compañía generaron la abierta oposición de los pueblos ribereños, tanto de los pertenecientes a la prefectura de Xochimilco como aquellos que correspondían a Chalco. Los habitantes de Tulyehualco llegaron al extremo de armarse para enfrentar a las cuadrillas de trabajadores. Los pueblos de Míxquic e Ixtayopan fueron atacados por las guardias blancas de Noriega, que destruyeron arruinaron las cosechas y destruyeron casas, y chinampas del lugar. Como parte de su resistencia, los habitantes de estos pueblos destruyeron los bordos del canal y se enfrentaron legalmente a Noriega, pero no pudieron impedir la terminación de la obra. Ixtayopan presentó una demanda de restitución de las tierras ocupadas por Noriega en 1905, aunque la retiró en 1912 invocando sus títulos primordiales, entregados en la época colonial, que fueron declarados nulos por el gobierno mexicano.
El canal de La Compañía ha ocasionado numerosas inundaciones a lo largo de la historia de la cuenca de México, la primera de ellas en 1902 cuando Huitzilzingo, Chalco, Ixtayopan, Míxquic y Tulyehualco quedaron bajo el agua. En ese mismo año fueron suprimidos los municipios de Míxquic y Tláhuac, que se habían resistido a la presión de Noriega y su compañía, y pasaron a depender directamente de Xochimilco.

### Revolución

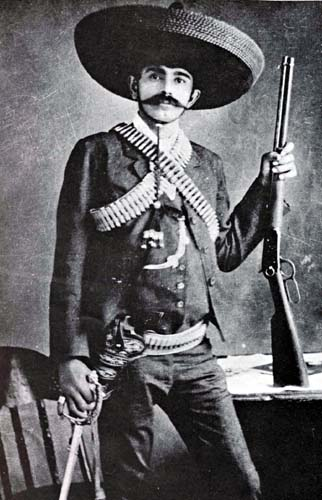
Eufemio Zapata fue muy conocido en Ixtayopan, donde se fortificaron los zapatistas cuando se enfrentaron contra el Ejército Constitucionalista.

La situación general de México ocasionó una gran efervescencia social al iniciar el siglo XX. Díaz había manifestado su intención de permitir elecciones en 1910. En respuesta, algunos políticos mexicanos se lanzaron a buscar la presidencia e iniciaron campañas electorales antes de la fecha de los comicios. Las elecciones resultaron un fraude que dio la victoria a Porfirio Díaz y Francisco I. Madero, el principal opositor, fue encarcelado pero escapó de la prisión y llamó a las armas a sus simpatizantes. De esta manera comenzó la gran guerra civil mexicana el 20 de noviembre de 1910.
Después del asesinato de Madero en 1913 el Ejército Libertador del Sur, encabezado por Emiliano Zapata, penetró a la cuenca de México procedente del estado de Morelos. En 1914 se encontraban en Chalco y Milpa Alta, desde donde avanzaron hacia las poblaciones del valle de México. Las fuerzas de Everardo González llegaron a San Pedro Tláhuac y San Juan Ixtayopan en ese año, y encontraron gran apoyo de parte de los tlahuaquenses. En el marco de la guerra de facciones que ocurrió a partir de ese año en que los revolucionarios derrocaron al gobierno de facto de Victoriano Huerta, los carrancistas avanzaron contra los zapatistas de Tláhuac, y controlaron Tlaltenco y Tláhuac. Los zapatistas resistieron fortificados en el Teuthli e Ixtayopan, que fue visitado con frecuencia por Eufemio Zapata en esa época.
El Plan de Ayala zapatista incluía un programa de restitución de las propiedades comunales que habían sido ocupados ilegítimamente por los terratenientes del Porfiriato. El movimiento zapatista se encontraba entonces en consonancia con la realidad de la región, pues como se ha dicho, desde el gobierno de Díaz había comunidades como Ixtayopan que habían solicitado por la vía legal la restitución de las tierras que Noriega les había arrebatado. El recurso de Ixtayopan (1905) fue desechado en 1914 por el presidente Venustiano Carranza, que encontró los títulos primordiales de Ixtayopan —escritos en náhuatl— como documentos nulos y sin valor. Míxquic presentó un recurso legal por la misma causa en 1912. Aunque los reclamos eran anteriores, Tulyehualco y Zapotitlán presentaron en 1917 una solicitud de restitución de bienes comunales en 1917, y al año siguiente lo hizo Tlaltenco. Tetelco presentó su caso en 1921.

### Historia contemporánea

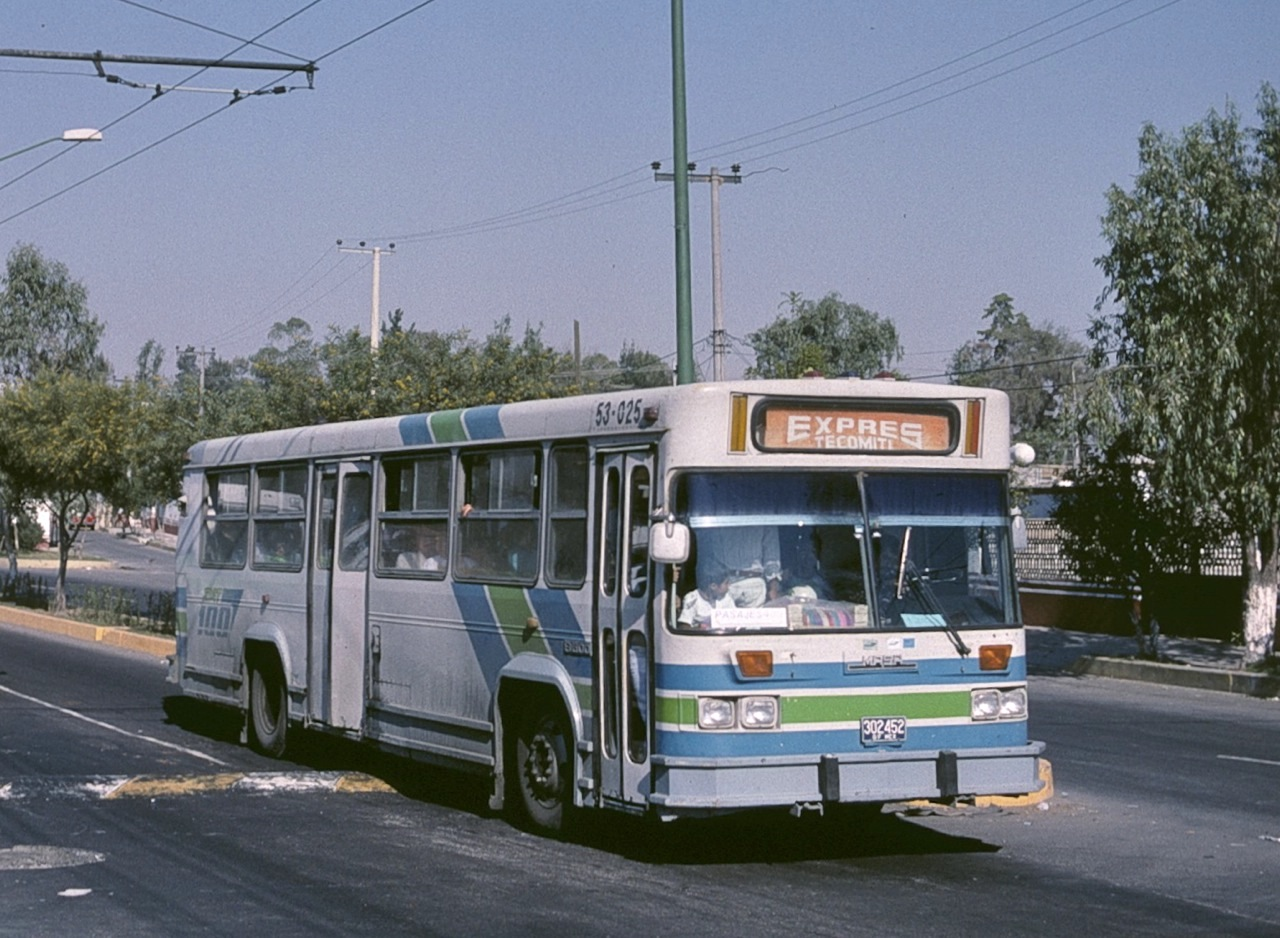
Un autobús expreso de la desaparecida empresa estatal Ruta 100 circula por la calle Juan Palomo (San Pedro Tláhuac) en su trayecto hacia San Antonio Tecómitl en 1995.

Hacia la mitad del siglo XX el norte de Tláhuac comenzó a experimentar una urbanización que le despojó del carácter rural que había conservado hasta ese tiempo. Este proceso ya había comenzado con la creación de la colonia Ejidal de San Francisco Tlaltenco en 1936. A partir de la década de 1960, se fundaron otras quince colonias urbanas. En todos esos casos hubo una venta ilegal de la propiedad ejidal, pues la legislación mexicana de la época impedía la enajenación de las parcelas que se encontraban en ese régimen de propiedad. En el caso de San Pedro Tláhuac, el presidente del ejido despojó a 150 ejidatarios al subastar mil lotes urbanos con la anuencia de la Confederación Nacional Campesina. En la década de 1970 el ejido de Zapotitlán abandonó de manera notable la agricultura, en parte debido al fraccionamiento excesivo de la propiedad ejidal que favoreció la formación de la colonia La Conchita Zapotitlán en la que fue la ciénega de Tempiluli.
Como consecuencia de la urbanización del territorio tlahuaquense, se redujo la superficie cultivable de los ejidos y la actividad agrícola, aunque esta siguió conservando cierta importancia en la demarcación hasta la década de 1980, pues en esa época representaba aproximadamente la mitad del volumen de la economía local. Al declive de la agricultura en Tláhuac también contribuyó la disminución del agua disponible, puesto que los manantiales de Tulyehualco y Míxquic fueron canalizados para el abasto de los habitantes de la Ciudad de México. Al borde de la desaparición, los canales de riego y la chinampería fueron alimentados con aguas tratadas. Otro problema que enfrentaron los agricultores tlahuaquenses en la década de 1980 fue la cuestión jurídica, pues la sucesión de los ejidatarios que fallecieron no quedaba clara y los jóvenes comenzaron a optar por actividades laborales distintas al campo.

### Accidente de la Laguna de Xico
En noviembre de 1987 la Delegación es testigo de uno de los más terribles accidentes de tránsito que la entonces empresa paraestatal de transporte Ruta 100 protagonizó cuando un autobús de esta empresa cayó a la Laguna de Xico. Proveniente del Municipio de Chalco, las consecuencias fueron fatales puesto que la mayoría eran estudiantes de secundaria.

### Historia reciente
Con motivo de la realización de los XVI Juegos Centroamericanos y del Caribe, entre 1989 y 1990 se construyó en el noroeste de la delegación la Villa Centroamericana, que alojó a los deportistas durante su estancia en la justa. Al concluir los juegos, la villa fue habilitada como vivienda de interés social y se convirtió en un conjunto residencial. En el año 2000 se eligió por primera vez al jefe del gobierno tlahuaquense, resultando ganador en las elecciones Francisco Martínez Rojo, del Partido de la Revolución Democrática, que hasta ese año había sido oposición en el Distrito Federal. Este funcionario fue detenido en 2005, acusado de cometer cohecho contra un empresario, fraude contra el erario tlahuaquense y por supuestos vínculos con Carlos Ahumada, que cometió numerosos fraudes contra la administración capitalina en la primera década del siglo XXI. En 2004 dos elementos de la Policía Federal Preventiva (PFP) fueron quemados vivos durante un linchamiento ocurrido en la colonia Peña Alta de la coordinación de San Juan Ixtayopan. El caso conmocionó a la sociedad mexicana, y hasta 2011 se procesó a los responsables.

#### Línea 12
La delegación se vio incluida y afectada con la construcción de la Línea 12 del Sistema Colectivo Metro, inaugurada en octubre del 2012 y conocida como la "línea dorada". Sin embargo, su servicio fue suspendido en marzo del 2014. Varios conflictos salieron de este proyecto, ya que varias propiedades fueron adjudicadas o se han visto afectadas por la irregular edificación de la línea. Por esa razón. el gobierno dispuso de un Servicio Especial de Frecuencia Intensiva (SEFI) gratuito a cargo de la RTP para mitigar la crisis a falta del servicio de esta línea hasta su reapertura en octubre y noviembre de 2015.

## Gobierno y política

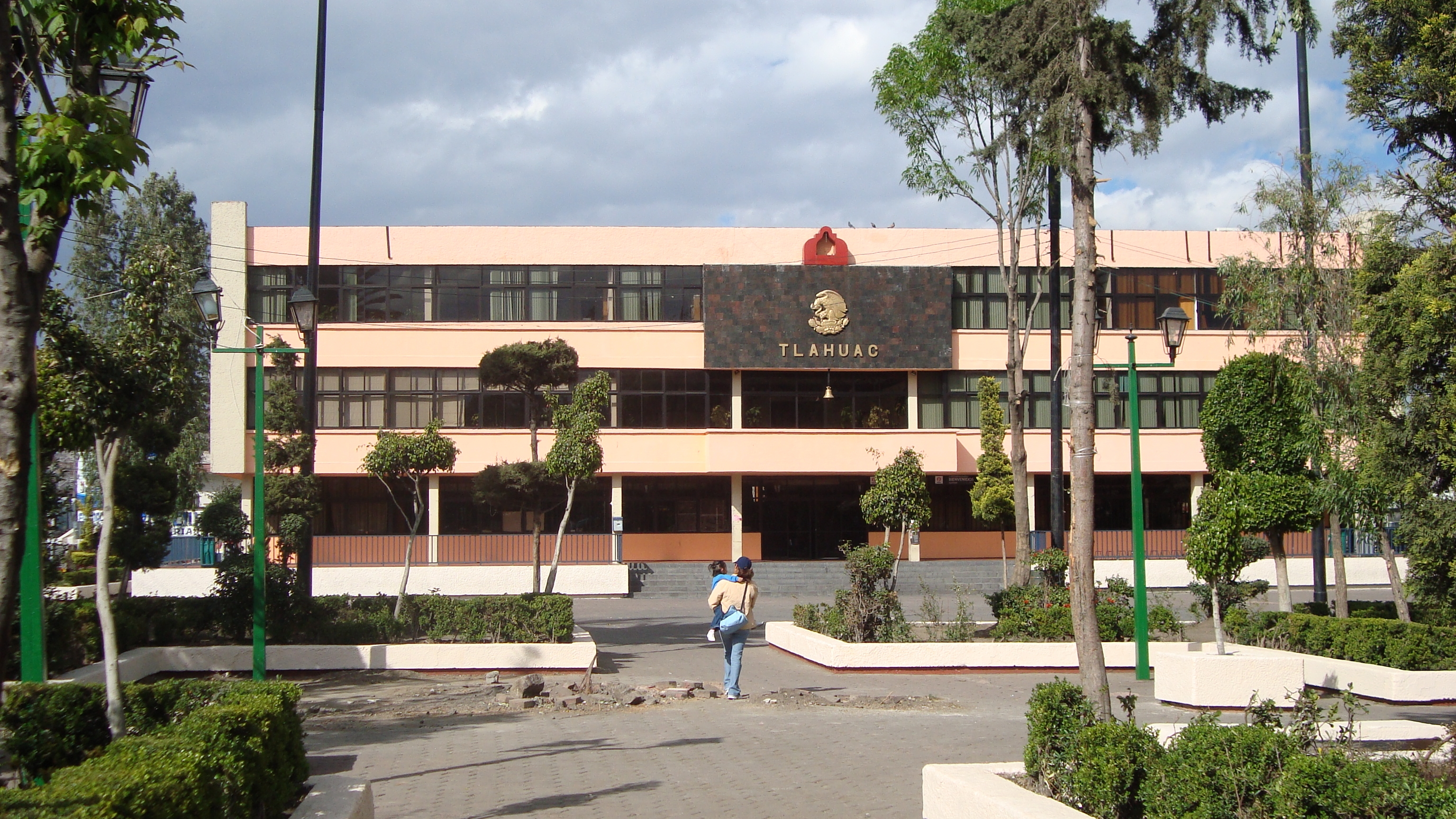
Edificio sede de la Delegación Tláhuac en San Pedro Tláhuac, la cabecera delegacional.

### Gobierno delegacional
El territorio tlahuaquense actual corresponde a las municipalidades de Tlaltenco, Tláhuac y Míxquic que formaron parte de la prefectura de Xochimilco en el siglo XIX. En 1902 estas alcaldías fueron suprimidas para pasar a depender directamente de Xochimilco. En 1924 Tláhuac recuperó la calidad de municipio del Distrito Federal por gestiones de Severino Ceniceros. El régimen municipal capitalino fue suprimido en 1928 para dar lugar a las delegaciones políticas y el municipio de Tláhuac se convirtió en delegación.
Tláhuac es una de las dieciséis demarcaciones territoriales en que se divide la Ciudad de México, de acuerdo con la Ley Orgánica de la Administración Pública de esa entidad federativa. Para su administración y gobierno, las demarcaciones territoriales cuentan con órganos que se denominan delegaciones. Los titulares de las delegaciones son conocidos como jefes delegacionales o delegados, aunque ninguno de los dos nombres están oficializados por la ley. Las responsabilidades del jefe delegacional de Tláhuac son las mismas que se disponen en el artículo 39.º de la ley antes mencionada.  Rigoberto Salgado Vázquez  fue Jefe Delegacional de octubre de 2015 a marzo de 2018 y quedando como delegado interino el  Mtro. Félix Arturo Medina Padilla hasta el 30 de septiembre de 2018.

### Representación popular y elecciones
Entre 1928 —cuando se suprimió el régimen municipal del Distrito Federal— y 1988 la única representación política con la que contaban los capitalinos, incluyendo a los tlahuaquenses, fueron sus diputados al Congreso de la Unión y el senador por el Distrito Federal. En 1988 se instituye la Asamblea de Representantes del Distrito Federal (ARDF) como un órgano de representación popular con capacidades acotadas. En 1993 se realizó un plebiscito a través del cual los capitalinos expresaron su voluntad de ejercer todos sus derechos ciudadanos; producto de dicho proceso se designó a Alejandro Ordorica Saavedra, quien no pertenecía al partido gubernamental y ejerció como titular en el período 1994-1996. En 1996 se reformó la Constitución para que el Distrito Federal pudiera elegir a su jefe de Gobierno y un órgano legislativo sin autonomía, pero con poder más amplio que la antigua ARDF. En 1997, los ciudadanos del Distrito Federal votaron por primera vez desde 1928 a su jefe de Gobierno en unas elecciones donde resultó vencedor Cuauhtémoc Cárdenas.
En las comicios del 2009, el perredista Rigoberto Salgado Vázquez fue elegido como diputado por el distrito 27 a la cámara baja del Congreso de la Unión por un período de tres años. En la Asamblea Legislativa del Distrito Federal, Tláhuac es representado por los perredistas Alejandro López Villanueva (distrito XXXV de Tláhuac) y Alejandro Sánchez Camacho (distrito XXXIV de Milpa Alta y Tláhuac).

### Coordinaciones territoriales
El territorio de Tláhuac está dividido en doce coordinaciones territoriales, que son Zapotitla, Los Olivos, Colonia del Mar, Miguel Hidalgo, La Nopalera, Santiago Zapotitlán, San Francisco Tlaltenco, Santa Catarina Yecahuízotl, San Pedro Tláhuac, San Juan Ixtayopan, San Nicolás Tetelco y San Andrés Míxquic. En las primeras 5 Colonias, los titulares de estos órganos locales son designados por el Jefe Delegacional y para el caso de los 7 pueblos originarios, son electos por el voto popular de los ciudadanos en cada región. Formalmente, las coordinaciones territoriales son jefaturas departamentales de la Dirección General de Participación Ciudadana de Tláhuac, una de las dependencias del gobierno delegacional.

## Demografía

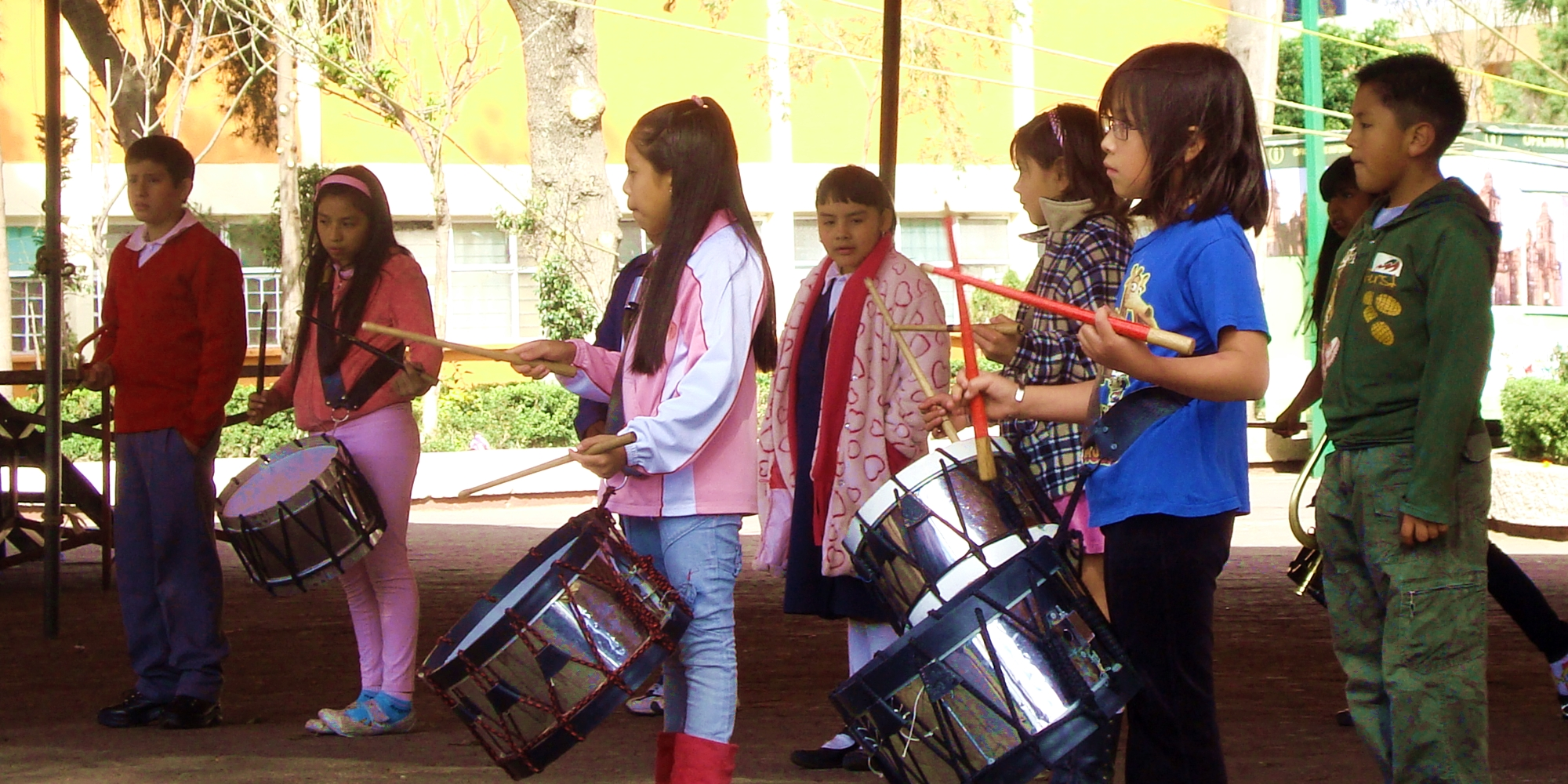
La población de Tláhuac está compuesta por un elevado porcentaje de niños. En la imagen, una banda de guerra escolar realiza un ensayo en San Pedro Tláhuac.

La población de Tláhuac en 2010 era de 392 313 personas, de las cuales el 51.5% eran mujeres y el 48.5 eran hombres. Se concentra principalmente en el norte de la alcaldía, donde se encuentran las colonias nacidas a partir de la expansión demográfica de la capital del país.

### Evolución demográfica
La demarcación territorial de Tláhuac experimentó ligeros aumentos demográficos durante la primera mitad del siglo XX. En esas fechas, la densidad de la población tlahuaquense no rebasó los 3 h/km². Esta población se concentraba en los siete pueblos originarios de la delegación, cada uno de ellos organizados en barrios. Sin embargo, la presión demográfica de la capital impactó en la evolución demográfica de la delegación de manera notable a partir de la mitad del siglo XX. Entre el censo de 1950 y el de 2000, la población de Tláhuac se multiplicó 14.5 veces. A partir de 1970, el aumento de la población en el territorio se ha mantenido por arriba del nivel observado en todo el Distrito Federal. De acuerdo con los datos del censo del año 2000, Tláhuac ocupó el segundo lugar entre las demarcaciones territoriales capitalinas por su tasa de crecimiento demográfico en el último período censal.
| Evolución demográfica de Tláhuac        |
| --------------------------------------- |
|                                         |
|                                         |
| Fuentes: GDF, 2000; Inegi, 2011b., 2020 |

### Caracterización de la población
De la población de Tláhuac en 2010, 195 055 personas son mujeres, lo que constituye el 51.36% del total. La delegación posee el más alto promedio de hijos por mujer en edad reproductiva, con un índice de 2.4 en el año 2000. La tasa bruta de natalidad en ese año era de 19.6 nacimientos por cada mil habitantes, lo que representa una reducción con respecto al decenio anterior cuando alcanzó 41.9. El principal aporte al crecimiento demográfico en la delegación lo constituyen los inmigrantes procedentes de otras partes del Distrito Federal y de otros estados mexicanos. De acuerdo con el censo del año 2000, 18.7% de los residentes en Tláhuac habían nacido fuera del territorio capitalino. El estado de México era el origen de casi la quinta parte de ellos, mientras que los poblanos y oaxaqueños representaban poco más del 22%.
En 2010, 4 686 personas mayores de cinco años hablaban una lengua indígena en Tláhuac, representando el 1.3% de la población total. En términos relativos, representa una disminución con respecto al año 2000, cuando los hablantes de lenguas indígenas en la delegación representaban el 1.5%. La población indígena de la delegación —definida como el total de personas que residen en hogares cuyo jefe de familia o su cónyuge son hablantes de lengua indígena— era de 12 090 personas en 2010, es decir el 3.65% de la población. En 2000, las principales lenguas indígenas que se hablaban en Tláhuac eran el náhuatl, el otomí, las lenguas mixtecas y las zapotecas.

### Localidades
| Principales localidades de Tláhuac registradas por el Inegi | Principales localidades de Tláhuac registradas por el Inegi | Principales localidades de Tláhuac registradas por el Inegi |
| Localidad                                                   | Coordenadas                                                 | Población (2010)                                            |
| ----------------------------------------------------------- | ----------------------------------------------------------- | ----------------------------------------------------------- |
| Tláhuac                                                     | 19°18′15″N 99°03′15″O / 19.30417, -99.05417                 | 305 076                                                     |
| San Andrés Míxquic                                          | 19°13′28″N 98°57′51″O / 19.22444, -98.96417                 | 13 310                                                      |
| San Nicolás Tetelco                                         | 19°12′57″N 98°58′21″O / 19.21583, -98.97250                 | 4 246                                                       |
| Santa Catarina Yecahuízotl                                  | 19°18′37″N 98°57′58″O / 19.31028, -98.96611                 | 9 563                                                       |
| Fuente: Inegi, 2011b.                                       |                                                             |                                                             |

## Economía

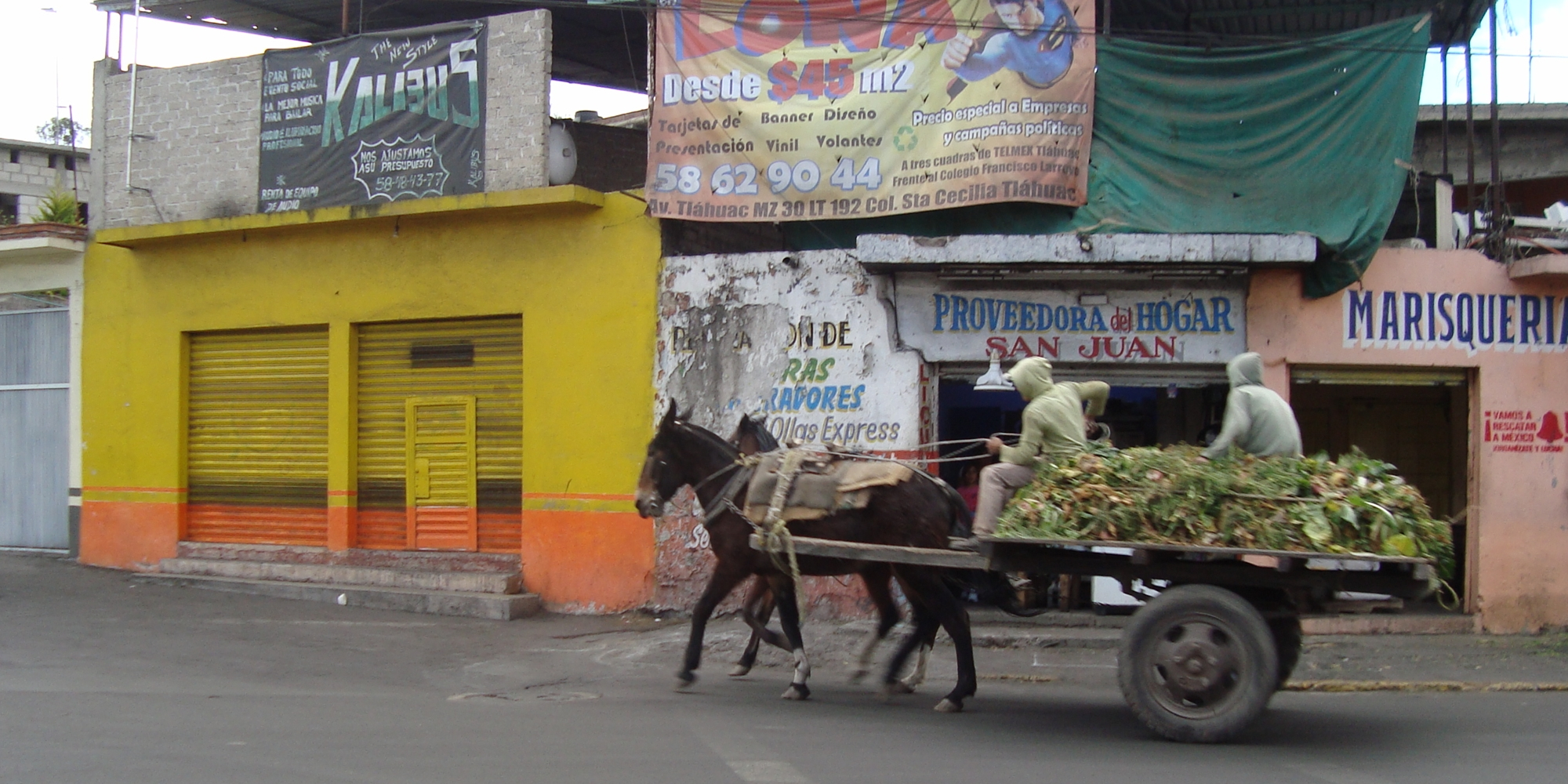
Dos jóvenes transportan su carga en una carreta jalada por mulas en el pueblo de San Juan Ixtayopan.

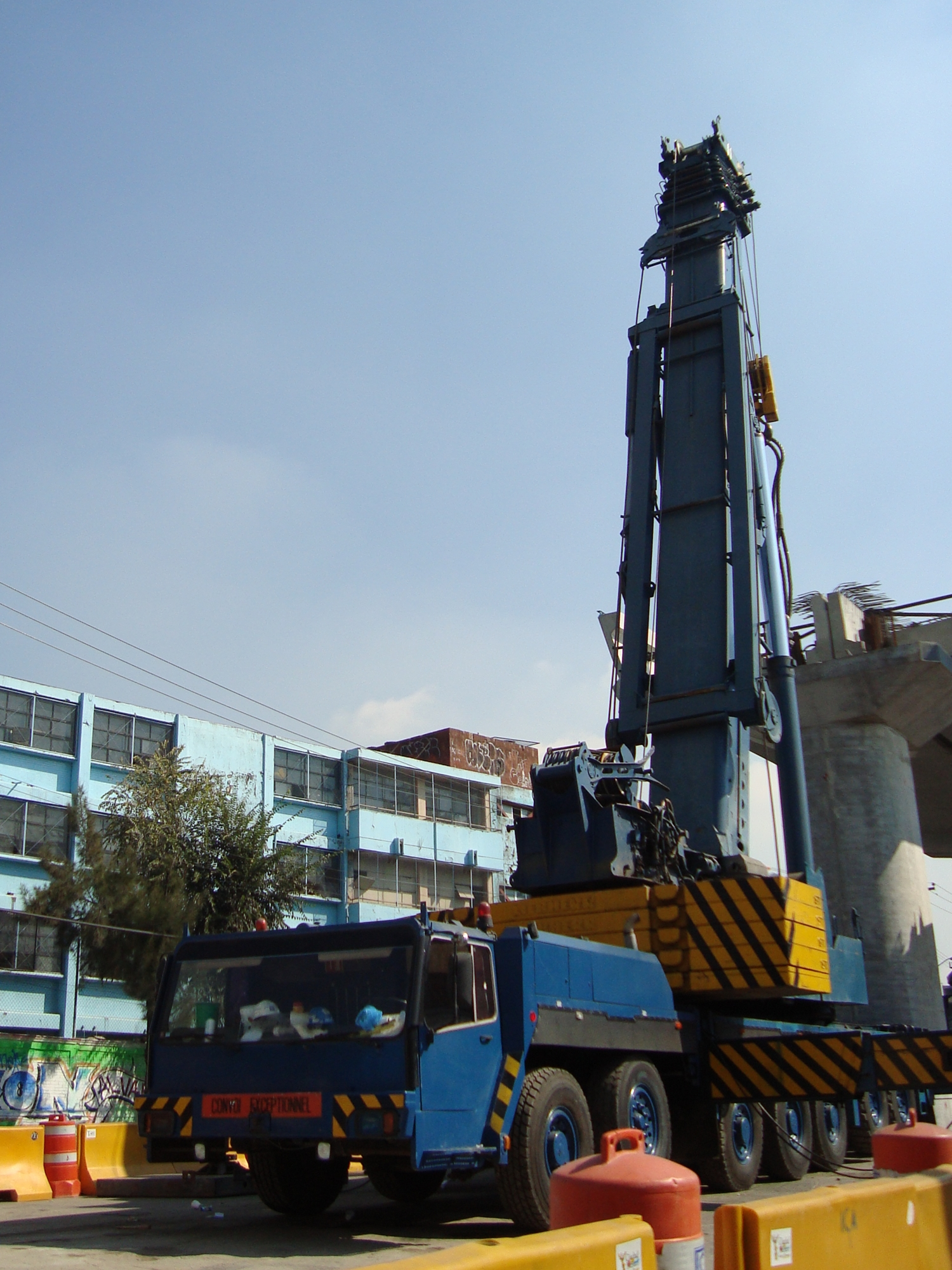
Obras de construcción de la línea 12 del metro sobre la av. Tláhuac, a la altura de Santiago Zapotitlán.

En 2004, se calculó que el producto interno bruto de la delegación Tláhuac fue de 2 547 938 344 dólares estadounidenses (PPA). En ese año, solo Cuajimalpa de Morelos y Milpa Alta tuvieron indicadores menores en ese rubro. El ingreso per cápita de los tlahuaquenses en 2004 también fue uno de los menores de todo el Distrito Federal, con 8415 dólares estadounidenses (PPA), solo por adelante de Milpa Alta. La economía tlahuaquense descansa principalmente en el sector terciario, sin embargo, su peculiaridad radica en la actividad agrícola pues es una de las delegaciones que aporta una mayor proporción del volumen del sector en la Ciudad de México.

### Agricultura y ganadería
La alcaldía de Tláhuac aporta una proporción importante de la producción agrícola de la Ciudad de México, aunque este sector no es tan relevante en la economía capitalina. Entre otras cuestiones, Tláhuac aporta más del 90 % de la producción de brócoli de la capital. La cosecha de maíz en Tláhuac representa aproximadamente la tercera parte del volumen total que se produce en la Ciudad de México. En lo que refiere a la producción de romeritos —una especie muy apreciada en la gastronomía mexicana por su uso en platos festivos—, San Andrés Míxquic destacó en 2010 como la localidad mexicana con la mayor superficie destinada al cultivo con 640 hectáreas. Otros cultivos importantes para la agricultura en la demarcación son la alfalfa, el frijol, la avena y algunos frutales como la pera, la manzana y los higos. Por su valor monetario, durante el ciclo agrícola 2003-2004, los cultivos más importantes son el brócoli, los romeritos y el conjunto de las hortalizas que se cultivan de manera cíclica en el territorio de la demarcación.
En lo que respecta a la ganadería, Tláhuac destacaba en 2004 como la demarcación territorial con la mayor población de aves de corral, con más de 609 000 sobre un total de 770 000 en el territorio capitalino. Esto representó un avance muy sustancial con respecto a 1998, cuando la delegación sólo tenía alrededor de 66 000. Además, en ese mismo año Tláhuac concentraba casi la tercera parte del ganado bovino y la cuarta parte del porcino en la capital. El valor monetario de ambos conceptos representaba aproximadamente cinco sextas parte del valor de la producción pecuaria tlahuaquense.

### Industria y construcción
El sector de la transformación es un importante componente de la actividad económica de Tláhuac. La zona norte de la delegación concentra un número importante de unidades económicas dedicadas a diversos ramos industriales, aunque la demarcación no posee polígonos industriales propiamente dichos. El número total de las unidades económicas dedicadas a la industria y la construcción no está determinado. La industria alimentaria es una de las ramas más relevantes por el número de establecimientos que se dedican a ella, pues en la delegación existen 449 unidades económicas de ese tipo. Siguen en importancia las manufactureras de productos metálicos y la industria del plástico y el hule. Por el valor de su producción, la industria alimentaria también es la más importante, puesto que en 2003 aportó más de 306 millones de pesos mexicanos; en segundo lugar estaba la industria del plástico y en tercero las manufacturas a base minerales no metálicos. En lo que toca a la construcción, en 2004 se otorgaron 38 licencias para realizar obras en la delegación, la mayoría de ellas con propósitos habitacionales.

### Comercio y servicios
El sector terciario aporta la mayor proporción del producto interno bruto tlahuaquense, y es el que más empleos genera en la delegación. En 2003, alrededor de 9 mil unidades económicas en Tláhuac se dedican al comercio y a la prestación de servicios. De ese universo, casi 6 mil eran establecimientos de comercio minorista. Sin embargo, el comercio mayorista aportó un mayor valor censal bruto, casi el doble de lo producido por los pequeños comercios. Otras áreas del sector terciario que destacan en Tláhuac por su impacto en el producto interno bruto son los servicios educativos, los servicios profesionales independientes y los servicios médicos y de asistencia social.

## Ordenación urbana

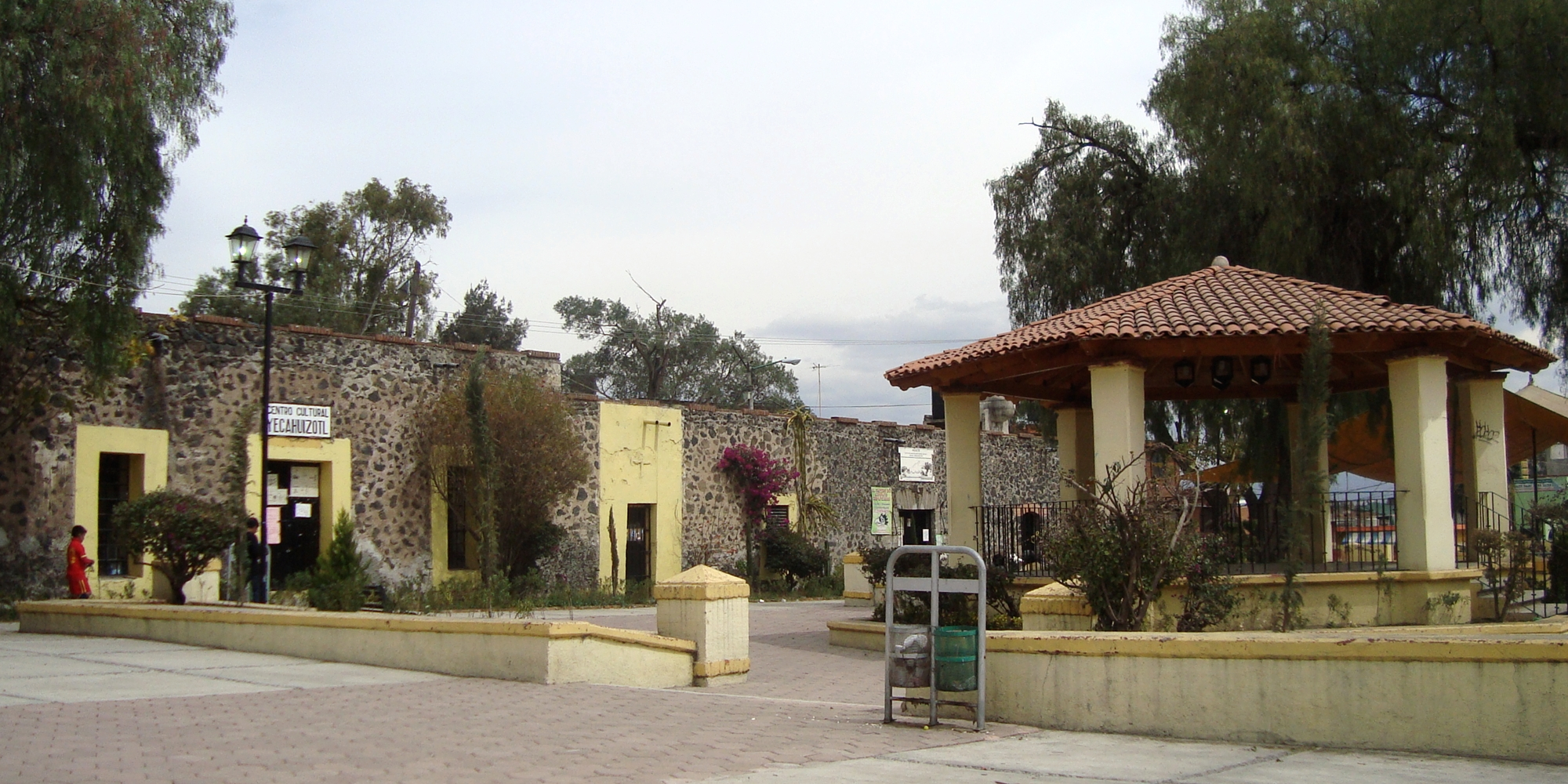
Plaza del pueblo de Santa Catarina Yecahuízotl.

### Urbanización
El crecimiento urbano de Tláhuac se ha realizado de manera más o menos desordenada, principalmente en el noroeste de la demarcación, que comenzó a urbanizarse en la década de 1970 como consecuencia del fraccionamiento ilegal de los terrenos ejidales de Zapotitlán y Tlaltenco. En el norte de la delegación predomina el trazado de calles en ejes ortogonales, como son ejemplo las colonias Zapotitla, La Nopalera y Miguel Hidalgo. En las comunidades rurales del sur de la delegación el crecimiento urbano sigue un patrón de plato roto, es decir, sin orden alguno. A partir de la década de los ochenta se comenzó a construir en el norte de Tláhuac un importante número de conjuntos habitacionales multifamiliares de interés social. Esto favoreció el incremento en casi 600% de la población y el crecimiento de la mancha urbana de la Ciudad de México sobre la superficie tlahuaquense. El proceso de urbanización no se ha detenido, pues entre 1997 y 2008 se perdieron más de 41 hectáreas de terrenos sujetos a conservación ecológica en las inmediaciones de Tlaltenco, Tláhuac, Ixtayopan y Santa Catarina.
Tláhuac forma parte de la Zona Metropolitana del Valle de México, que es la mayor aglomeración urbana de México. Como parte de la entidad de la Ciudad de México, se considera que todo su territorio forma parte de la capital nacional, aunque existan poblados de carácter rural dentro de sus límites. De acuerdo con el Programa General de Desarrollo Urbano del Distrito Federal, Tláhuac forma parte del segundo tercer contorno urbano de la ciudad, junto a Milpa Alta, Xochimilco y las zonas de conservación ecológica de La Magdalena Contreras, Cuajimalpa de Morelos, Álvaro Obregón, Tlalpan, Iztapalapa y Gustavo A. Madero. Lo que caracteriza a estas zonas de la Ciudad de México es su carácter semirrural, con escaso desarrollo de las actividades industriales y de infraestructura urbana y servicios. La importancia de Tláhuac en el contexto metropolitano es su relevancia como reserva ambiental, puesto que su superficie es una importante vía para la recarga del acuífero del valle de México y la sierra de Santa Catarina constituye una barrera para el crecimiento de la urbe desde Iztapalapa.
Cabe señalar que en la actualidad las hectáreas de área de conservación con las que cuenta esta demarcación pronto desaparecerán si no se toman acciones concretas. Actualmente, existen predios invadidos por organizaciones que cuentan con el respaldo de las autoridades, a cambio de favores políticos, toda esta problemática aunada a la falta de conciencia ecológica, han ocasionado que uno de los pocos pulmones con los que cuenta la ciudad desaparezca día a día.

### Vialidades
La zona urbana de la alcaldía se organiza en torno a una vialidad principal, que es la avenida Tláhuac. Esta vialidad —conocida antes como calzada México-Tulyehualco— inicia en la calzada Ermita-Iztapalapa a la altura de la colonia Minerva (en Iztapalapa), rodea con varias inflexiones el cerro de la Estrella y se dirige hacia el oriente para penetrar en el territorio tlahuaquense. La vialidad concluye en el centro de San Pedro Tláhuac, donde se bifurca con dos direcciones: hacia el oriente su prolongación es la carretera Tláhuac-Chalco, y hacia el sur la avenida Tláhuac-Tulyehualco. Los pueblos del sureste de la demarcación se comunican todos con la cabecera mediante una antigua ruta que toma diversos nombres y parte de Santiago Tulyehualco hacia el sur, pasando por San Juan Ixtayopan y San Antonio Tecómitl (en Milpa Alta), donde se separa en dos direcciones, una al sur rodea el Teuhtli con rumbo a Villa Milpa Alta y otra hacia el oriente conduce a San Nicolás Tetelco y San Andrés Míxquic, y de ahí, a Chalco. El pueblo de Santa Catarina Yecahuízotl está vinculado al resto de la zona urbana tlahuaquense por la carretera Tlaltenco-Santa Catarina, que llega a la autopista México-Puebla.
El acceso a la demarcación se realiza principalmente a través de la avenida Tláhuac, aunque desde la Ciudad de México también es posible ingresar por la autopista México-Puebla. Existen vías alternas de acceso que se realizan a través de vialidades secundarias por el norte y el sur de la delegación. Ninguna de las vialidades de Tláhuac está considerada dentro del atlas de tráfico del Gobierno de la Ciudad de México. Sin embargo, el tramo de la avenida Tláhuac que queda dentro del territorio de Iztapalapa está permanentemente saturado de tráfico vehicular, lo que, junto con el nudo vial de las avenidas Canal de Garay y Canal de Chalco genera inconvenientes para quienes salen o entran en la alcaldía.
| Distancia entre San Pedro Tláhuac y otras localidades | Distancia entre San Pedro Tláhuac y otras localidades | Distancia entre San Pedro Tláhuac y otras localidades | Distancia entre San Pedro Tláhuac y otras localidades | Distancia entre San Pedro Tláhuac y otras localidades | Distancia entre San Pedro Tláhuac y otras localidades |
| ----------------------------------------------------- | ----------------------------------------------------- | ----------------------------------------------------- | ----------------------------------------------------- | ----------------------------------------------------- | ----------------------------------------------------- |
|                                                       |                                                       |                                                       |                                                       |                                                       |                                                       |
| Localidad                                             | Distancia (km)                                        | Localidad                                             | Distancia (km)                                        | Localidad                                             | Distancia (km)                                        |
| Xochimilco                                            | 16                                                    | Villa Coyoacán                                        | 24                                                    | Centro de la ciudad                                   | 30                                                    |
| Tasqueña                                              | 20                                                    | Iztapalapa de Cuitláhuac                              | 15.7                                                  | Santa Martha Acatitla                                 | 19.2                                                  |
| San Juan Ixtayopan                                    | 4.5                                                   | San Antonio Tecómitl                                  | 7.5                                                   | San Nicolás Tetelco                                   | 10.5                                                  |
| San Andrés Míxquic                                    | 11                                                    | San Mateo Huitzilzingo                                | 16                                                    | Santa Catarina Ayotzingo                              | 17                                                    |
| Villa Milpa Alta                                      | 13                                                    |                                                       |                                                       |                                                       |                                                       |
| Fuente: Inegi (2011c).                                |                                                       |                                                       |                                                       |                                                       |                                                       |

### Transporte
El parque vehicular de Tláhuac representa apenas el 1.2% del parque vehicular capitalino, con 43 763 unidades, de las cuales casi 2 800 son destinadas al transporte público y el resto son automotores de uso particular. El transporte público de Tláhuac se realiza a través de vehículos automotores que se organizan de acuerdo con las disposiciones que rigen en el Distrito Federal. La mayor parte del servicio recae en los peseros, vehículos destinados al transporte colectivo de pasajeros con itinerario fijo. En 2008 había catorce rutas concesionadas, cuyos itinerarios comprendían 64 destinos dentro de la delegación. La empresa estatal Red de Transporte de Pasajeros del Distrito Federal (RTP) presta su servicio ordinario en cinco rutas, tres de ellas provienen del metro Tasqueña (Coyoacán) y dos más parten del pueblo de Santa Catarina Yecahuízotl hacia el interior de la Ciudad de México. En el año 2000, Tláhuac generaba 138 872 viajes y casi el 92% de ellos se realizaban en transporte público, que no cuenta con una estructura adecuada para atender la demanda de la población.
En 2007, se anunció la construcción de una nueva línea de metro en el Distrito Federal. Se consideró originalmente que la línea 12 correría de Iztapalapa a Acoxpa, en el perímetro de Tlalpan. Tláhuac solicitó que se considerara llevar el metro a su territorio. El 29 de julio de 2007, se llevó a cabo la Consulta Verde del Gobierno del Distrito Federal sobre el manejo ambiental de la urbe, y como resultado de ella se decidió llevar el metro a Tláhuac.  En 2009, inició la construcción de la línea 12 del metro, a la que se llamó Línea del Bicentenario en conmemoración de los doscientos años de la Independencia de México. La terminal sudoriental de la línea es la estación Tláhuac, construida sobre los terrenos agrícolas de San Francisco Tlaltenco. Otras cuatro estaciones se encuentran dentro del territorio tlahuaquense. La inauguración oficial de esta línea fue el 30 de octubre de 2012 Sin embargo el 11 de marzo de 2014 fue anunciado por el director del STC Joel Ortega Cuevas, la suspensión del servicio desde la estación Culhuacán hasta la terminal Tláhuac por tiempo indefinido. El director del STC aceptó que la línea no podía continuar prestando sus servicios debido a graves fallas encontradas en el tramo elevado que podía causar el descarrilamiento de los trenes. Las fallas ocurrieron en el desgaste excesivo de las vías debido a que se rentaron trenes con características diferentes a las especificaciones originales, el consorcio constructor de la línea 12, Integrado por ICA, ALSTOM y CARSO responsabilizaron al gobierno del D. F.,  por las fallas que obligaron a suspender el servicio de la línea dorada, pues los trenes que utilizaron para dar el servicio varían en dimensiones, peso, número de carros, distancias entre ejes y perfil de los convoyes a comparación de los que corren en la línea A, proyecto que sirvió de base para el diseño de la misma; debido a este suceso el Servicio de Transporte de pasajeros del Distrito Federal (RTP) presta sus servicios para complementar el recorrido que el metro realizaba desde la estación Atlalilco hasta la terminal en Tláhuac.
De igual forma, Por la colindancia con el municipio del Valle de Chalco, algunas empresas del Estado de México También se encargan de brindar transporte hacia el mencionado municipio así como a las estaciones de metro que requieran servicio. así como un acercamiento a la zona conocida como "Paradero de Tlahuac" (puesto que aún no se concreta un acuerdo para que las mismas rutas Mexiquenses puedan ingresar al paradero de la Línea 12 del metro) Como ejemplo podemos citar a la empresa "Servicios Aviación Colonias del Vaso de Texcoco S.A. de C.V" conocidos por el Mote de "Raffles" o los "SAC" quienes operan una ruta que tiene como destino el Metro Pantitlán. asimismo existen organizaciones del mismo Estado de México que operan con distintos tipos de flota según las características de las calles a cubrir. aunque anteriormente se brindaba el servicio con flota vehicular demasiado veterana, actualmente se trata de modernizar casi todas las unidades posibles en pro de mejorar el servicio. casi siempre los derroteros son cubiertos por las únicas vías de entrada a Chalco siendo la más usada la carretera Tlahuac-Chalco y en menor medida la vía por Mixquic.
Las siguientes estaciones del Metro de la Ciudad de México cruzan la demarcación.
| Estación   | Línea |
| ---------- | ----- |
| Tláhuac    |       |
| Tlaltenco  |       |
| Zapotitlán |       |
| Nopalera   |       |
| Olivos     |       |

### Servicios urbanos
La prestación de servicios públicos en Tláhuac es responsabilidad de diversas instancias gubernamentales de los tres niveles. La distribución de energía eléctrica corresponde desde 2009 a la Comisión Federal de Electricidad (CFE), empresa paraestatal del gobierno federal que vino a sustituir a la también paraestatal Luz y Fuerza del Centro. El agua potable y el alcantarillado son materia de atención por parte del Sistema de Aguas de la Ciudad de México (SACM). El servicio de limpia, el mantenimiento del alumbrado público y de las redes de drenaje y de distribución de agua son responsabilidad del gobierno delegacional. Otros servicios, como el teléfono y la distribución de gas natural entubado (en las zonas donde existe el servicio), son concesionados a empresas particulares.
En el territorio de la demarcación no existen subestaciones de transmisión de energía eléctrica, pero en el año 2004 se contaba con 1 066 transformadores que constituían la red de distribución de electricidad. El porcentaje de viviendas que contaban con energía eléctrica en Tláhuac en 2000 era de 99.5%, diez años más tarde, los resultados del censo indican que de las 90 275 viviendas habitadas, 89 756 contaban con el servicio, lo que representa el 99.4% del total. En 2004, en Tláhuac había 9 610 luminarias. En términos relativos, se contaba con una de ellas por cada hectárea del territorio y por cada 31 habitantes, números inferiores al promedio de todo el Distrito Federal, donde hay una luminaria por cada 25 habitantes y dos por cada hectárea.
La red primaria de distribución del agua potable en la delegación tenía 61.11 km de longitud en 2004, mientras que la red secundaria constaba de 478.8 km en el mismo año. La mayor parte del agua potable distribuida en Tláhuac en el mismo año procedía de pozos profundos. Para el censo de 2010, el 96.2% de las viviendas habitadas de la delegación contaban con una toma de agua potable en su interior. Sin embargo, existen zonas del término tlahuaquense donde el agua escasea por sus condiciones geográficas. En algunas ocasiones, la distribución de agua potable se debe realizar mediante pipas. Por otro lado, la red primaria de drenaje constaba de 86 km y la red secundaria contaba con 437.5 km de longitud en 2004. De acuerdo con el censo de 2010, el 98.6% de las viviendas en la delegación estaban conectadas a la red de drenaje.
El servicio de recolección de desechos sólidos se realiza mediante camiones que recorren las calles de las colonias y pueblos de la delegación. En Tláhuac se debe separar la basura en orgánica e inorgánica, puesto que los camiones del servicio de limpia cuentan con compartimientos específicos para tal efecto, o bien, se han establecido días en los que se realiza la recolección de cada tipo de desechos de manera diferida. En 2004, cada tlahuaquense generaba en promedio 0.73 kg de basura al día, casi la mitad del promedio capitalino que fue de 1.3 kg. En el mismo año, se generaron 223 toneladas diarias de basura en toda la delegación, lo que representó una reducción con respecto a 1998, cuando se producían 356 toneladas por día.

## Infraestructura y servicios públicos

### Salud
Los servicios de salud pública en México son prestados por instituciones federales o locales, pero en Tláhuac todos los establecimientos sanitarios son operados por organismos del gobierno capitalino. Tláhuac constituye la Jurisdicción 12 de la Secretaría de Salud del Distrito Federal. En 2008 contaba con 14 centros de salud que dan atención primaria a la población; a esta infraestructura se sumaba el Hospital Materno-Infantil de Tláhuac, Hospital General Tláhuac Dra. Matilde Petra Montoya Lafragua inaugurado en abril del 2010 por el jefe de Gobierno Marcelo Ebrard y el Hospital Psiquiátrico Samuel Ramírez. El Sistema para el Desarrollo Integral de la Familia del Distrito Federal (DIF-DF) prestaba atención médica general y odontológica en sus consultorios del centro comunitario de San Francisco Tlaltenco.

### Educación
En Tláhuac hay 107 planteles que forman parte del sistema educativo estatal. De acuerdo con la legislación mexicana, a diferencia de los estados, en el Distrito Federal sólo el gobierno federal puede prestar servicios educativos públicos en el nivel básico. De esta manera, los planteles de ese nivel son operados todos por la Secretaría de Educación Pública (SEP). En 2008 había 36 jardines de niños en la delegación, más siete centros de desarrollo infantil (Cendi) que atienden a los niños y niñas menores de tres años. La educación básica se ofrecía en cuarenta y tres escuelas primarias, diecisiete secundarias, una telesecundaria y una secundaria para trabajadores. Para la población con discapacidades se ofrecía educación especial en un centro de atención múltiple (CAM). En el nivel de la educación media superior se contaba con un plantel del Colegio de Bachilleres (Cobach), un Centro de Estudios Tecnológicos, Industriales y de Servicios (Cetis), un plantel del Colegio Nacional de Educación Profesional Técnica (Conalep). Estas tres instituciones forman parte del sistema educativo federal y se encuentran todos en la colonia Selene. Además, el Instituto de Educación Media Superior del Distrito Federal (IEMS) cuenta con la Preparatoria José María Morelos y Pavón en la colonia del Mar. En el nivel superior, Tláhuac cuenta con el Centro Nacional de Actualización Docente (CNAD) de la Dirección General de Educación Tecnológica de la SEP. En la primera década del siglo XXI se crearon los tres institutos tecnológicos de Tláhuac, que ofrecen estudios de ingeniería y otras carreras asociadas a la industria. Para la población en rezago educativo a través de dos plazas comunitarias que dependen del Instituto Nacional para la Educación de los Adultos (INEA), las cuales atienden a la población que no cuenta con primaria o secundaria, ofreciendo cursos gratuitos a la comunidad y prestando sus espacios para la realización de eventos educativos.

### Infraestructura cultural

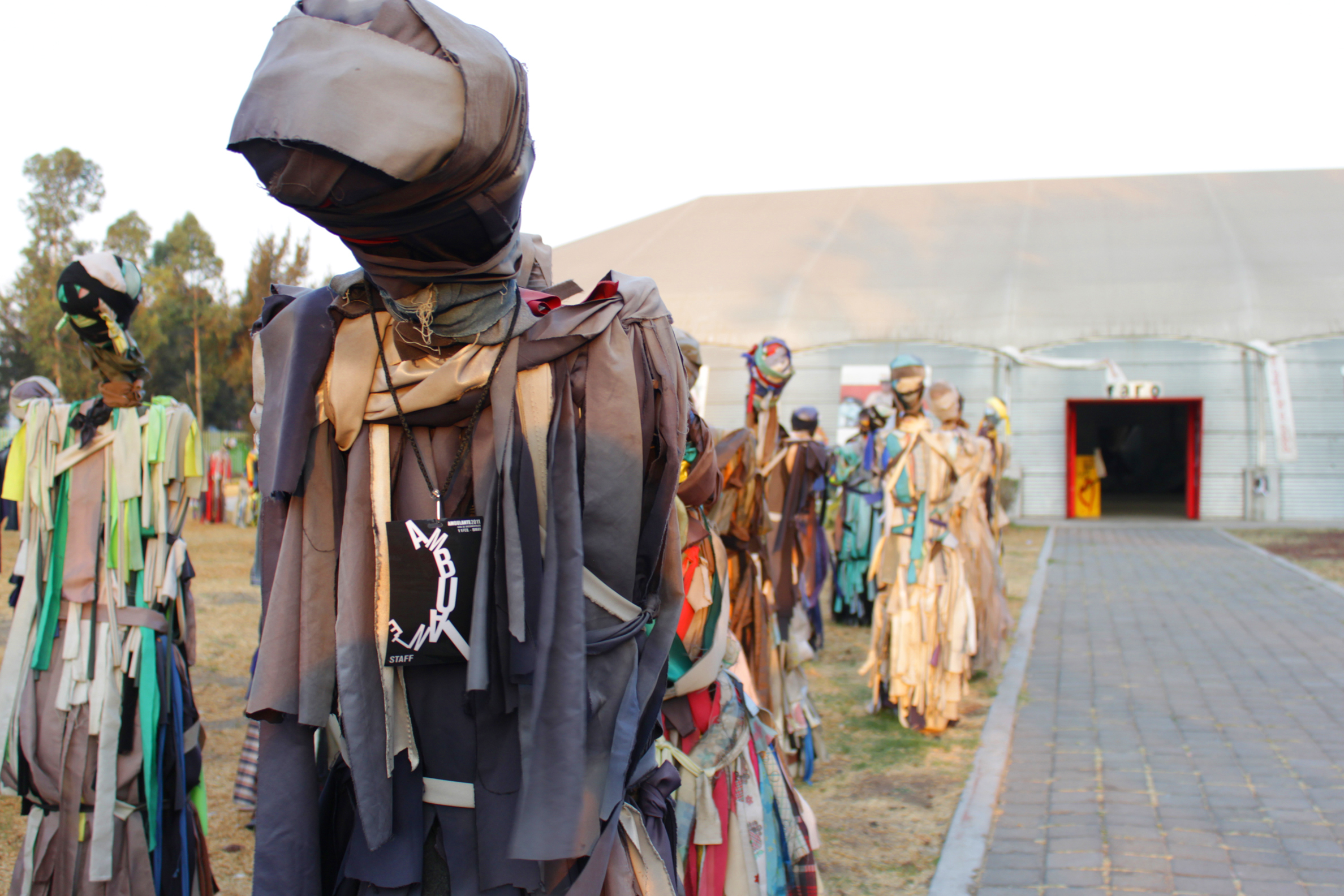
Instalación frente al Faro de Tláhuac, como parte del Festival Ambulante.

En el territorio de Tláhuac se encuentran 41 bibliotecas, la mayor de ellas de la Biblioteca Central Rosario Castellanos, que se localiza en la colonia Santa Cecilia. Además existen ocho casas de la cultura, que son recintos de difusión cultural y artística de alcance comunitario. En 2008 se agregaron a esta infraestructura la Fábrica de Artes y Oficios y una sala de artes, construidas en el espacio del Bosque de Tláhuac. La alcaldía también cuenta con cuatro museos. Dos se encuentran en la cabecera delegacional, uno en Míxquic y el otro en Ixtayopan.
- Museo Regional Comunitario Cuitláhuac. Este museo se localiza en el número 63 de la carretera Tláhuac-Chalco, en el barrio La Magdalena Tláhuac. Fue inaugurado en 2002 y cuenta con una colección de 500 piezas prehispánicas y coloniales halladas en el territorio de Tláhuac, incluyendo la reproducción de dos braseros ceremoniales mexicas que fueron llevados de este pueblo al Museo Nacional de Antropología. Ofrece también otros servicios culturales como talleres, conferencias y danza.[94]
- Museo Vivo Lago de los Reyes Aztecas. Se accede a él a través del embarcadero de trajineras del barrio Los Reyes Tláhuac, que se encuentra sobre la calzada Tláhuac-Tulyehualco a la altura de la avenida Juan Palomo. El atractivo lo constituye el entorno chinampero de San Pedro Tláhuac, que forma parte del patrimonio de la humanidad como parte del polígono de Xochimilco. Cuenta con una exhibición de piezas prehispánicas encontradas en las tierras de labor de Tláhuac.[95]
- Museo Comunitario de San Andrés Míxquic. El museo se localiza a un lado de la oficina de la coordinación territorial de Míxquic, en la avenida Independencia de esa localidad. Resguarda la colección donada por Socorro Bernal Roque, que comprende 179 piezas arqueológicas de barro y piedra.[96]
- Museo Arqueológico de San Juan Ixtayopan. El museo de esta localidad resguarda algunas de las numerosas piezas que se han encontrado en el predio de Santo Domingo perteneciente a este pueblo. Las piezas dan cuenta de la vida cotidiana de una aldea agrícola que se desarrolló en este lugar durante el Preclásico de Mesoamérica. Se encuentra en la avenida Sur del Comercio, junto a la biblioteca pública, en el pueblo de Ixtayopan.[97]

### Deporte
En 2008, Tláhuac contaba con treinta y un módulos deportivos barriales, una unidad deportiva, un gimnasio, una alberca, tres frontones y varios parques en los que era posible realizar actividades recreativas y deportivas. De acuerdo con el Plan de Desarrollo Delegacional, la infraestructura se consideraba insuficiente, particularmente en las zonas con mayor densidad de población localizadas en el norte del territorio. En diciembre de 2008, se añadieron a la infraestructura deportiva una nueva alberca olímpica y una pista de hielo de carácter público. Ambas se encuentran dentro del Bosque de Tláhuac.
Uno de los deportes con mayor popularidad en la delegación es la pelota vasca, que se practica en los pueblos de San Juan Ixtayopan, San Nicolás Tetelco y San Andrés Míxquic con un alto nivel. El frontón de Ixtayopan ha sido sede del Campeonato del Mundo de Pelota Vasca de 2006, en el que participan exponentes de diversos países como España y Francia y donde la delegación mexicana se quedó con el primer lugar del medallero.

## Cultura

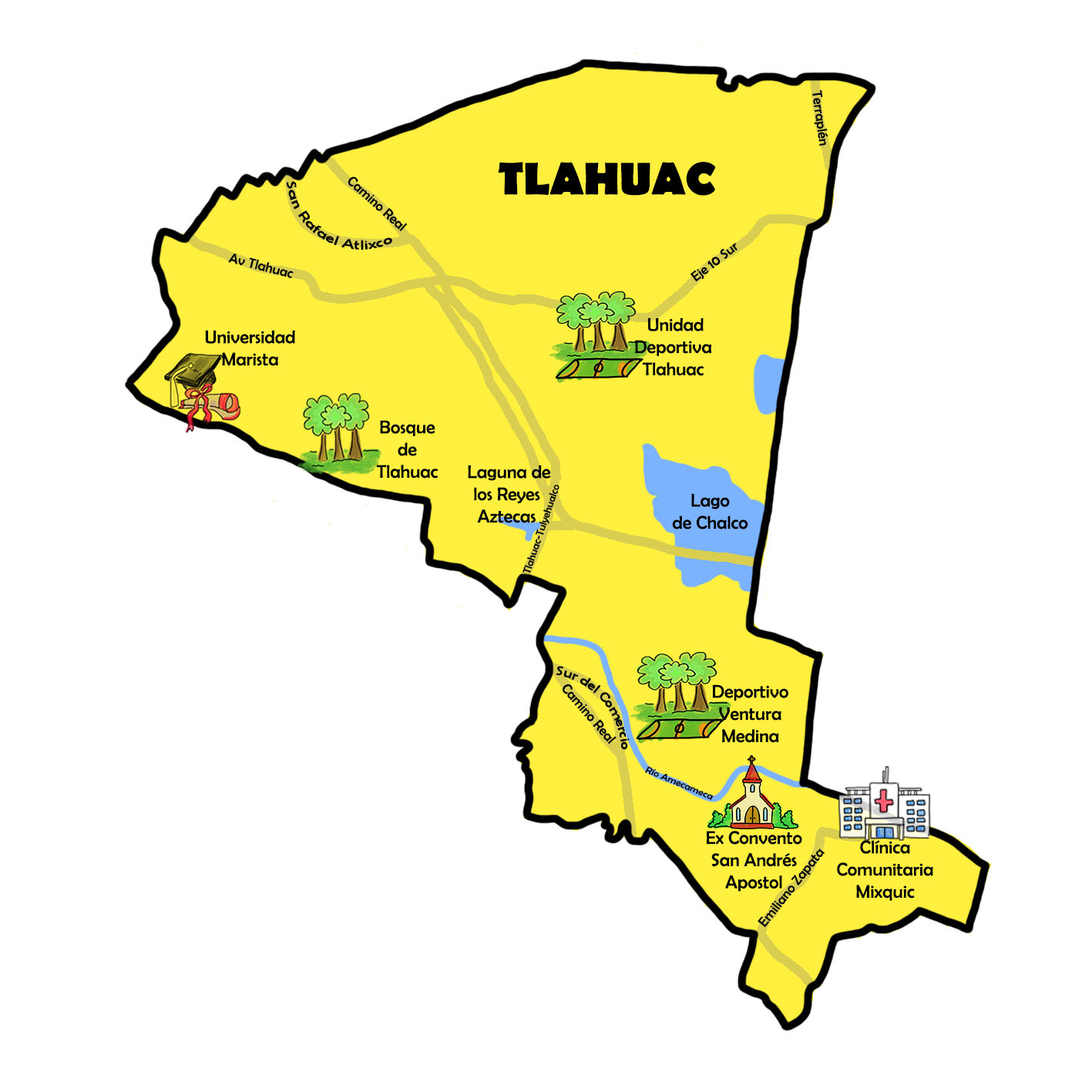
Mapa de los lugares turísticos más representativos de la alcaldía de Tláhuac.

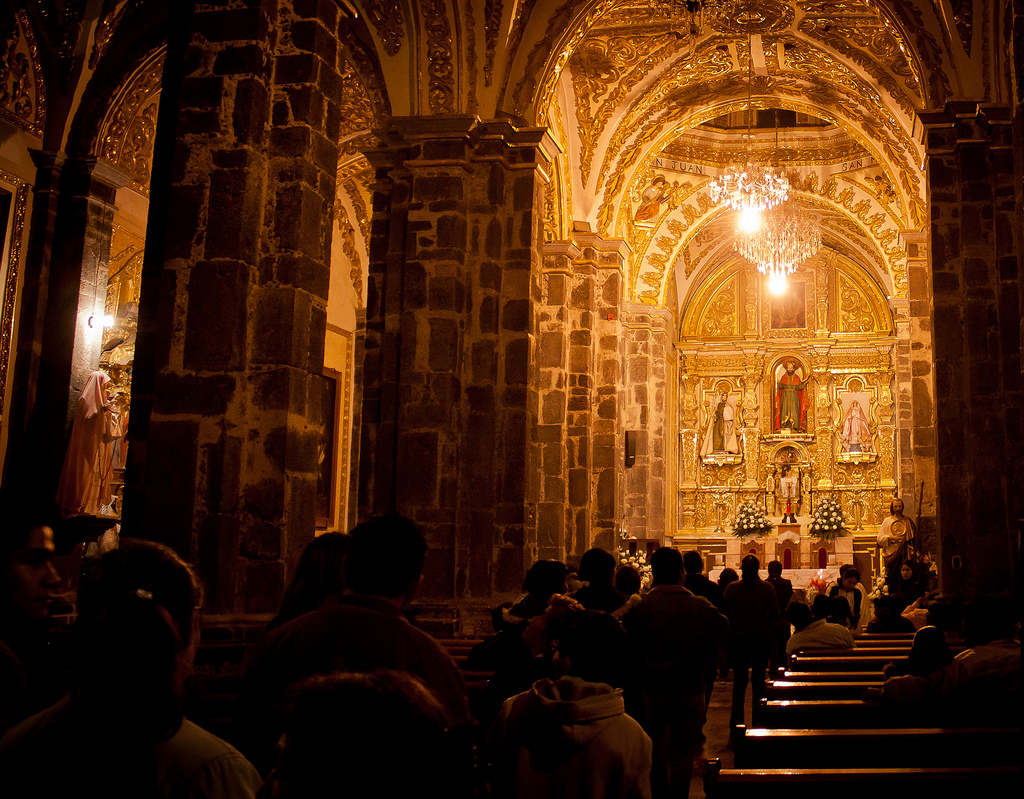
Templo de san Andrés Apóstol en Míxquic.

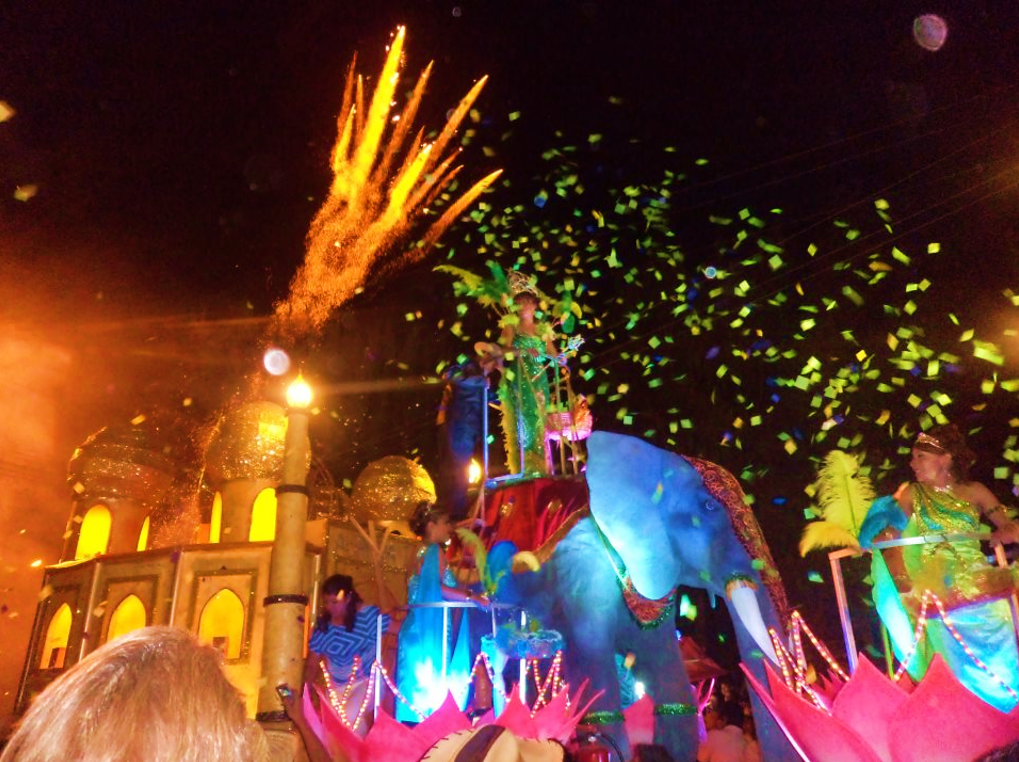
Coronación en plaza Centenario, culminación del recorrido de Carnaval en San Francisco Tlaltenco.

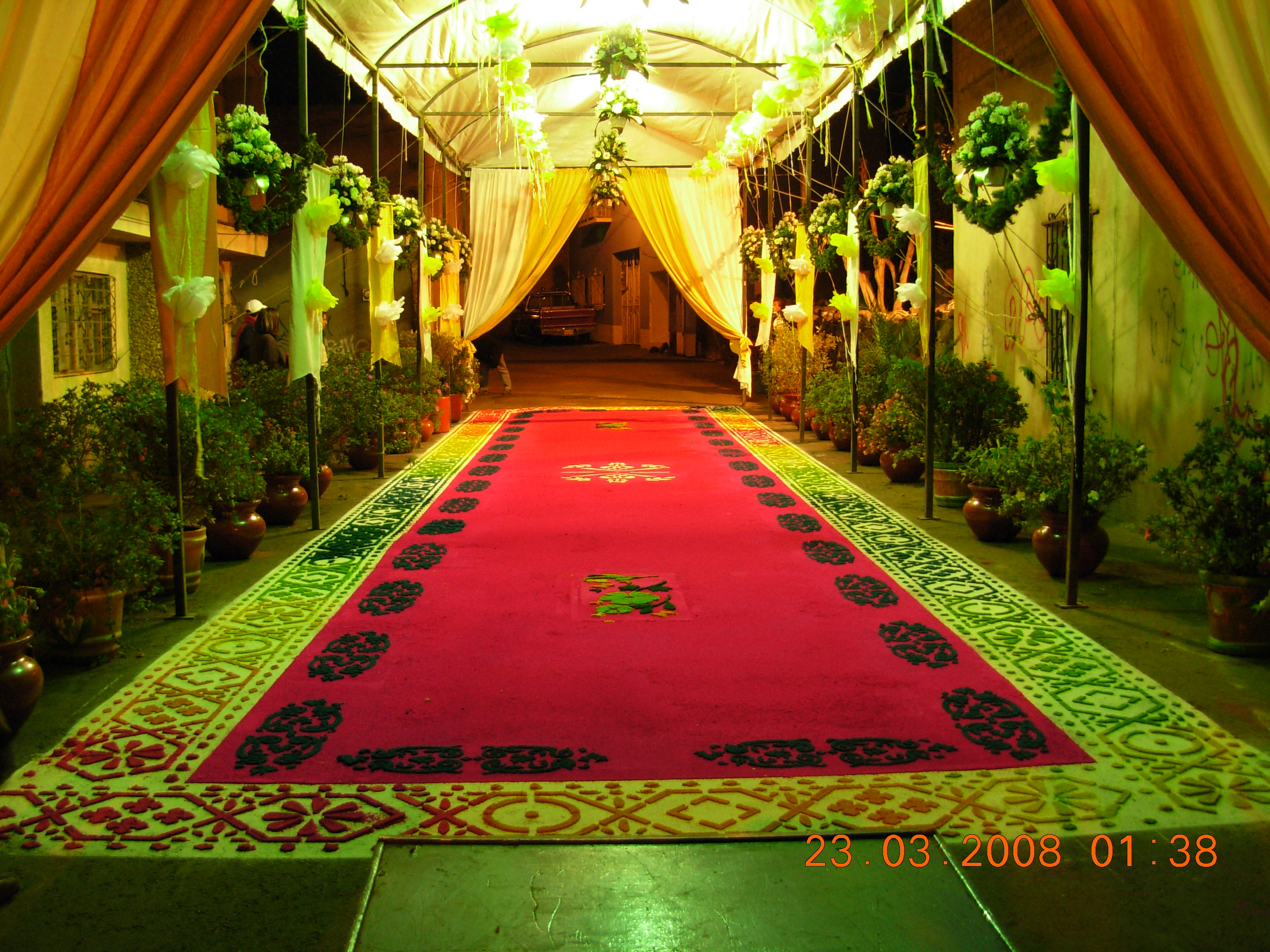
Tapete de aserrín en San Juan Ixtayopan.

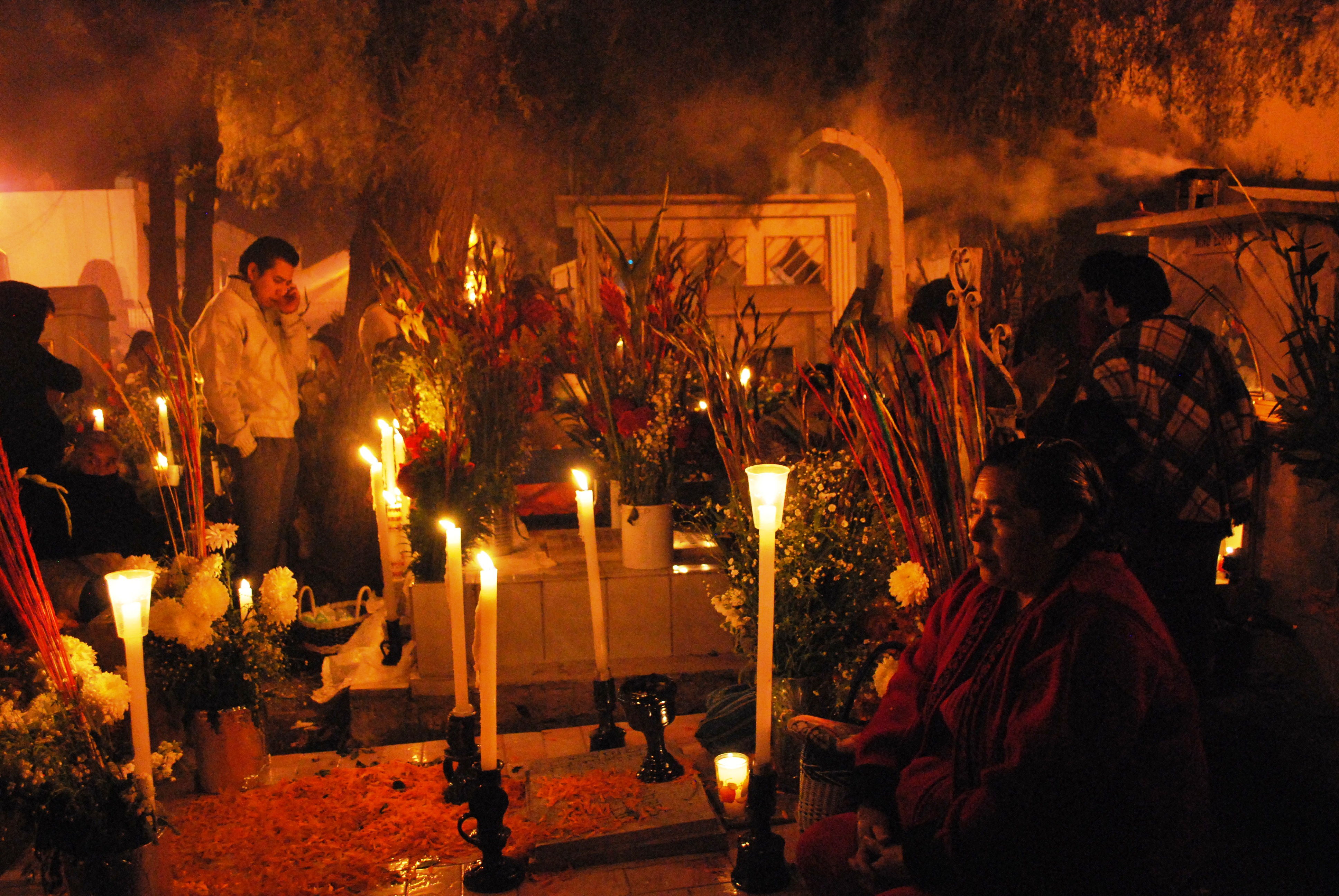
Día de Muertos en San Andrés Míxquic.

### Patrimonio de la Humanidad en Tláhuac
En 2006, se delimitó la poligonal del área protegida de Xochimilco que fue declarada Patrimonio de la Humanidad por Unesco en 1987. La base de la poligonal es el Decreto de Zona de Monumentos y Sitios Históricos de Xochimilco, Tláhuac y Milpa Alta, emitido en 1986 por el presidente Miguel de la Madrid Hurtado. La nueva propuesta incluyó además la laguna del Toro, Cuahilama y los humedales de Tláhuac. De esta manera, 3 204.14 hectáreas del territorio de Tláhuac forman parte del conjunto de sitios de la cuenca de Xochimilco que son Patrimonio de la Humanidad. Una parte de esta superficie corresponde a las chinampas de Tláhuac y Míxquic y el centro histórico de esta última localidad. Las zonas chinamperas constituyen el principal valor que debe protegerse; además, Míxquic es una de las principales comunidades históricas asociadas a la economía chinampera. Dentro del perímetro del patrimonio de la humanidad se encuentran el centro histórico de San Pedro Tláhuac y sus humedales, considerados como zonas susceptibles de rescate patrimonial.

### Patrimonio arqueológico
Los pueblos originarios de Tláhuac se encuentran asentados sobre los emplazamientos de localidades cuyos orígenes se remontan a la época prehispánica. En todos ellos se han encontrado vestigios arqueológicos que han servido para construir la historia de los antiguos habitantes de la región. En las inmediaciones de San Juan Ixtayopan se encuentra el yacimiento arqueológico de Santo Domingo, donde se estableció una comunidad correspondiente al Preclásico Medio mesoamericano. En la zona de Los Olivos, también en Ixtayopan, se encuentran unos petroglifos mexicas que fueron investigados por Leonardo López Luján y Diego Jiménez Badillo. En el norte de la delegación se encuentra Terremote Tlaltenco, contemporánea de Santo Domingo y otras aldeas protourbanas de la cuenca del Anáhuac. En San Pedro Tláhuac se han encontrado numerosas piezas, incluyendo cinco braseros ceremoniales que se encuentran en exhibición en el Museo Nacional de Antropología. Míxquic también posee un importante patrimonio arqueológico, entre ellos destacan una efigie de Mictlantecuhtli y un chac mool, ambos realizados en roca volcánica. Una parte importante de las piezas arqueológicas encontradas en Tláhuac se encuentra en los cuatro museos comunitarios de la delegación. Algunos yacimientos arqueológicos como los de Tlaltenco y San Juan Ixtayopan se encuentran amenazados por la actividad humana. Las obras del metro en el primer caso y el uso de maquinaria agrícola en el segundo han sido la causa de la destrucción de un número desconocido de piezas arqueológicas.

### Patrimonio arquitectónico
En los pueblos de la alcaldía se encuentran varios edificios que han sido inscritos en el Catálogo Nacional de Monumentos Históricos del Instituto Nacional de Antropología e Historia (INAH). De ellos, siete se encuentran en el pueblo de San Andrés Míxquic, cuatro en San Pedro Tláhuac, dos en Santa Catarina Yecahuízotl, dos en San Nicolás Tetelco. La mayor parte de estas construcciones son obras religiosas, como el convento de San Andrés Apóstol de Míxquic, el templo de San Pedro Apóstol de Tláhuac y el templo de San Francisco de Asís de Tlaltenco. El menor número corresponde a obras civiles como la hacienda de Santa Fe Tetelco y el edificio del antiguo Ayuntamiento de Tláhuac. Existe un estado de deterioro muy importante en el patrimonio arquitectónico tlahuaquense, algunos edificios han sido modificados radicalmente y otros prácticamente están a punto de desaparecer.

### Gastronomía
La gastronomía tlahuaquense tradicional ha ido cediendo ante el avance de la zona urbana, entre otras cuestiones porque la desaparición del entorno lacustre ha implicado una mayor dificultad para acceder a los ingredientes con que se preparaban platos de tradición milenaria. Hasta la década de 1980, los habitantes de Míxquic, Tetelco y Tláhuac comerciaban algunas especies como el ahuautle —hueva de una especie de mosquito de los lagos del Anáhuac—, axolotes y una gran variedad de hierbas comestibles que constituían parte importante de la dieta de la región. Uno de los pocos platos locales que se conservan es el mixmole de San Andrés Míxquic, que se prepara con carpa, el quelite lengua de vaca, miltomate y chile verde.

### Día de Muertos
La festividad del Día de Muertos en San Andrés Míxquic es conocida a nivel mundial. El 1 y 2 de noviembre el pueblo recibe a miles de turistas mexicanos y extranjeros, atraídos por las costumbres de los habitantes del lugar que rememoran por esas fechas a sus seres queridos. Uno de los rasgos distintivos en la celebración de los Días de Muertos en Tláhuac es la colocación de una estrella de carrizo forrada con papel de China o celofán de colores. Dentro del armazón se coloca un foco que ilumina la estrella por las noches. La costumbre tuvo su origen en San Pedro Tláhuac en 1908, pero actualmente es usual verla en todos los pueblos originarios de la delegación.
En Míxquic, los eventos relacionados con el Día de Muertos comprenden exhibiciones de danza y teatro, conciertos al aire libre y en el interior del templo de San Andrés Apóstol, proyecciones de cine y una gran vendimia popular en las calles del pueblo. En las casas de los habitantes y en los edificios públicos del lugar se montan ofrendas dedicadas a la memoria de los difuntos, que están compuestos de diversas frutas, alimentos, papel picado, cempasúchil y otras flores, pan de muerto, calaveritas de azúcar, velas y otros elementos que son tradicionales de estas devociones. En toda la delegación se observa la misma tradición, que se comparte con los pueblos de Milpa Alta (particularmente San Antonio Tecómitl) y con San Lorenzo Tezonco, en Iztapalapa. En los pueblos de San Nicolás Tetelco y San Juan Ixtayopan se confeccionan tapetes de aserrín para acompañar las ofrendas.
En Xochimilco, gobernaba Tlazocihuapilli, descendiente de la primera mujer gobernante de toda Mesoamérica y a quién se le atribuye la tradición de las mayordomías que es la forma de organización de la comunidad para las celebraciones tradicionales y que hasta hoy rige a Xochimilco, se caracteriza por la premisa de equidad e igualdad porque incluye a todos los miembros de la comunidad en un sentido de colaboración en beneficio de todos , por lo tanto, las mayordomías han sido siempre una tradición puramente xochimilca. Se le atribuye también la creación de gran parte de los platillos típicos de la gastronomía xochimilca. Ayahutli y Nahui, hijas de Tlazocihuapilli, son herederas de la tradición. Nahui, es la voz y canto de la tradición y Ayahutli, el gran amor y el corazón de la tierra. Ayahutli, guerrera incansable, madre amorosa que asume a su pueblo como si fueran sus hijos y que sufre de la vejación por parte del Capitán de los tercios de avanzada, Don Alonso de Ordaz, quien de manera brutal invade Xochimilco tomando presa a la gobernante y obligando a Ayahutli a ser su mujer. Se acerca la fecha más importante del calendario mexica, es la ceremonia de Tóxcatl y el pueblo se prepara para llevarla a cabo invitando a todos los gobernantes, pero los españoles deciden emboscar al pueblo y matar a los gobernantes como parte de su conquista, ese día se conoce como "la matanza del templo mayor" Ayahutli sobrevive a la matanza y debido a su avanzado estado de gestación, sufre una crisis y en un estado de ensoñación decide vengar la muerte de su pueblo, quitándole la vida a su recién nacido y a ella misma, convirtiéndose desde entonces en la llorona, el corazón de esta tierra; ese ser que desde antes de la conquista se lamenta cada noche por el destino cruel de sus hijos, a los que no sabe cómo protegerlos o a dónde llevarlos... La llorona grita desde cada calle, desde cada rincón de esta tierra, forjando una leyenda llena de misterio y tradición que desde hace cientos de años nos identifica y nos recuerda el legado de nuestros ancestros.
En el embarcadero de Cuemanco en la delegación Xochimilco se lleva a cabo el espectáculo de la llorona en donde familias completas llegan para presenciar este acto lleno de música y luces pero sobre todo historia en donde se reúnen agricultores, chinamperos, remeros de trajineras y gente de la comunidad para poder llevarlo a cabo y así dar a conocer la riqueza cultural que tenemos es nuestro México.
Xochimilco es un sitio donde los que aquí habitamos nos resistimos a dejar morir nuestras tradiciones nuestra cultura, tradiciones y creencias. Esta fecha es una de las celebraciones más importantes para los mexicanos y se lleva a cabo en el embarcadero de Cuemanco.
Mixquic recibe del 31 de octubre al 3 de noviembre alrededor de 50 mil personas, que visitan el pueblo para recorrer los once panteones con los que cuenta la delegación Tláhuac.
La celebración de los días de muertos no se olvida y se mantiene viva en los siete pueblos de la jurisdicción de Tláhuac; esta ceremonia es un rito, representa un gran acontecimiento solemne para los habitantes de Mixquic.

### Carnavales
Los carnavales en Tláhuac son uno de los eventos más importantes en el calendario de festividades religiosas en la delegación. Los participantes se organizan en comparsas que tradicionalmente portan el atuendo de caporales. Uno de los más importantes es el carnaval de San Francisco Tlaltenco, cuyo origen se remonta a los años de 1830 cuando fue introducido por un grupo de personas que siguió el modelo del carnaval de Chimalhuacán. Tanto en este lugar como en Santiago Zapotitlán, las comparsas se preparan con meses de anticipación. El desfile es acompañado por bandas de aliento que interpretan piezas tradicionales como el toque de chinelo o, en época más reciente, música de banda sinaloense.

### Festividades patronales y tradicionales
Cada uno de los pueblos y colonias de Tláhuac realiza por lo menos una festividad religiosa en conmemoración de sus santos patronos, de acuerdo con el catolicismo popular arraigado en México. Entre las fiestas patronales se encuentran las siguientes:
| Nombre                                | Localidad           | Fecha                      | Breviario |
| ------------------------------------- | ------------------- | -------------------------- | --- |
| Virgen de la Soledad                  | San Juan Ixtayopan  | 2-5 de enero               | La fiesta de la Virgen de la Soledad es la más importante de las que se realizan en Ixtayopan. Tiene lugar en la plaza de la Soledad, donde se encuentra un templo construido en el siglo XVII. Como parte de la festividad se realiza vendimia y bailes populares. |
| Fiesta de Luces y Música              | Santiago Zapotitlán | 4 de febrero 25 de julio   | La Fiesta de Luces y Música se celebra en Zapotitlán en honor al Señor de las Misericordias, que actualmente se encuentra en un templo de Coyoacán. La festividad se realiza desde la década de 1970. Durante la celebración hay vendimia popular de alimentos, artesanía y otros productos. Se realiza un gran despliegue pirotécnico de castillos y toritos en la plaza del pueblo y los bailes populares cuentan con la presencia de conjuntos musicales de renombre en México. |
| Feria Regional del Señor de Mazatepec | Tlaltenco           | Quinto viernes de Cuaresma | La fiesta en honor al Señor de Mazatepec se celebra el quinto domingo posterior al Miércoles de Ceniza, en la Rectoría del Señor de Mazatepec. Se festeja con bandas de música, juegos pirotécnicos y bailes populares. Es tal la afluencia de participantes y de público que viene a observar que es común que se cierren las avenidas principales de la localidad. |
| Feria Regional de San Pedro Tláhuac   | San Pedro Tláhuac   | 29 de junio                | Con motivo de la conmemoración de san Pedro Apóstol en el calendario litúrgico católico, en la cabecera delegacional se lleva a cabo una feria de relevancia regional. Se presenta una exposición de la actividad agropecuaria tlahuaquense, una muestra gastronómica, bailes populares, actividades culturales y venta de artesanías. |
| Feria del Elote y el Maíz             | San Juan Ixtayopan  | Segunda semana de agosto   | En San Juan Ixtayopan se reúnen expositores de los siete pueblos tlahuaquenses para ofrecer una gran variedad de productos realizados a base de maíz. La Feria del Elote se organizó por primera vez en 1994. |
| Feria de San Nicolás de Tolentino     | San Nicolás Tetelco | 10 de septiembre           | Durante el evento, los pobladores ofrecen la diversidad de atoles y antojitos característicos de Tetelco. La festividad se realiza en honor de san Nicolás de Tolentino, patrón católico del lugar. |

| •	Fiesta patronal principal Sn. Francisco de Asís
| san Francisco Tlaltenco
| 4 de octubre
| La festividad patronal más importante del pueblo, es la del Santo Patrono San Francisco de Asís,, teniendo eventos culturales, musicales, así como la tradicional pirotecnia y los juegos mecánicos.

## Turismo

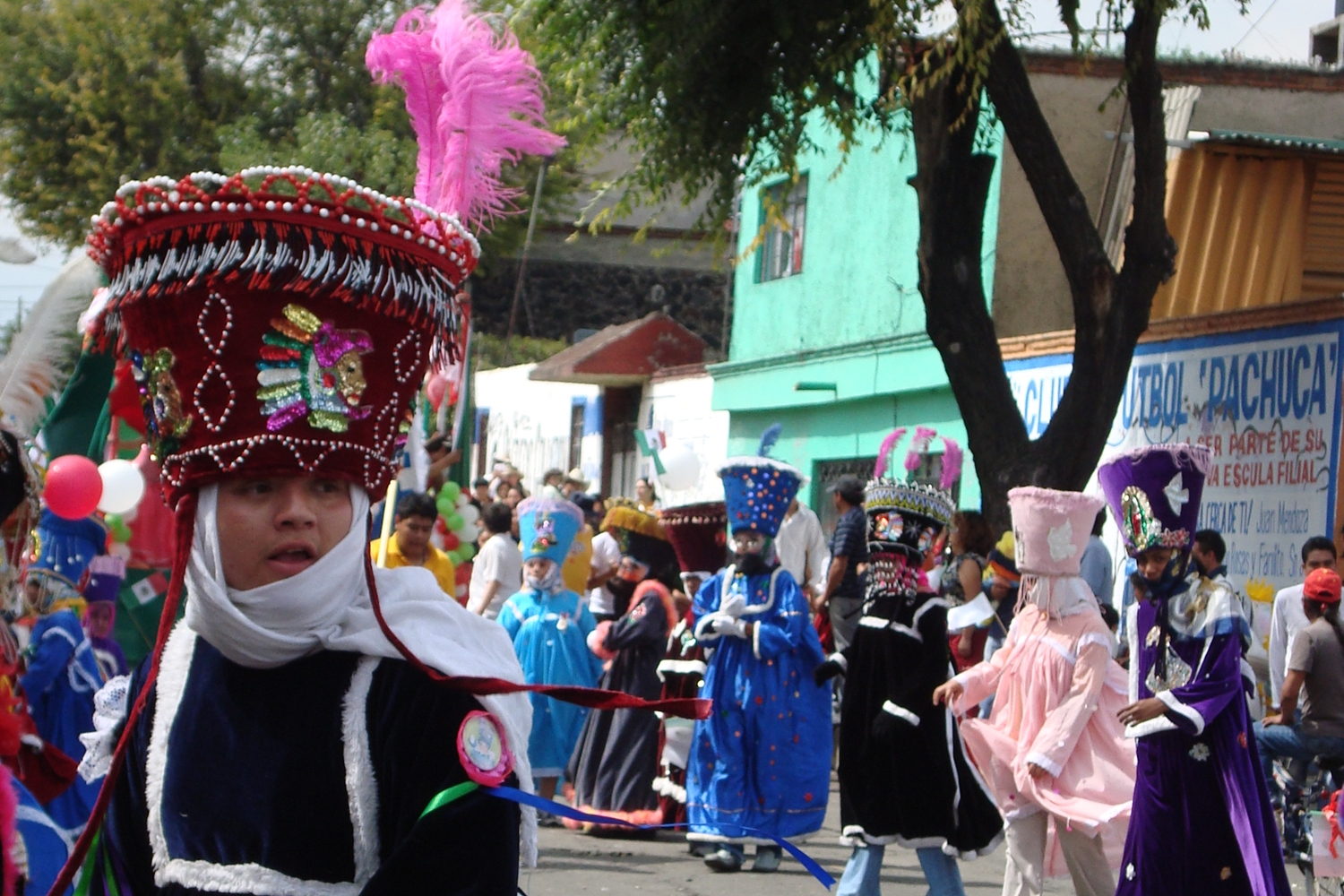
En la imagen, la comparsa Chinelos de Tláhuac en una de las calles de la cabecera delegacional. Entre los atractivos turísticos de Tláhuac se encuentran sus expresiones culturales.

Los principales atractivos turísticos de la delegación Tláhuac son sus expresiones culturales. La celebración del Día de Muertos en el corredor sureste atrae a miles de turistas a la región, principalmente a Míxquic, donde se realizan eventos culturales a lo largo de la semana que antecede al 1 y 2 de noviembre. En el año 2010, las autoridades tlahuaquenses calculaban que el número de visitantes al poblado llegaría a 100 mil.
El lago de los Reyes Aztecas, ubicado dentro de la zona de chinampas de la cabecera delegacional, ofrece paseos en trajinera, a través de los cuales se puede acceder al Museo Vivo, en el que se exponen piezas arqueológicas y aspectos de la vida cotidiana en la zona lacustre del centro de México. Cuenta con un embarcadero de trajineras y varios restaurantes. El Bosque de Tláhuac es un paseo muy concurrido para los habitantes de la zona sureste de la Ciudad de México, cuenta con ciclo-pista, la pista Mujeres Insurgentes para patinaje sobre hielo, instalaciones deportivas, para andar en patineta o bicicletas cuenta con una pista con diferentes obstáculos, un lago artificial en el cual cuenta con lanchas, zona de campismo y otras atracciones como una mini marquesa en la cual es una zona en la que se podrá andar en caballo o en moto, también cuenta con una granja, esta tiene una zona interactiva con venados; dentro de la zona del bosque también cuenta con un auditorio que cuenta con diferentes obras teatrales, unas aulas en las que hay diferentes tipos de talleres donde se podrá aprender a tocar algunos instrumentos musicales y hay un foro en las que se presentan varias actividades, exposiciones y entretenimiento para todo tipo de edades . En la sierra de Santa Catarina se ha abierto el parque Xalli que ofrece actividades varias entre las que se incluye una tirolesa y una granja con actividades didácticas.
La alcaldía Tláhuac cuenta con una infraestructura turística poco desarrollada. En 2003 sólo había un hotel que contaba con 84 cuartos. Se hospedaron allí 17 844 turistas, de los cuales, casi seis mil eran extranjeros. En el mismo año se contabilizaron 28 restaurantes, 5 restaurantes con servicio de bar, 7 cafeterías y otros 28 establecimientos con categoría turística. El acceso a Tláhuac se efectúa a través de la vialidad primaria de la Ciudad de México, y el transporte hacia el resto de México se realiza a través de las terminales de autobuses y aeropuertos que sirven a todo el valle de México.
Otro lugar turístico que podemos encontrar en esta alcaldía de Tláhuac es el parque ecoturístico Xalli ubicado en las inmediaciones del "camino real" de martes a domingo de 9 a 18 horas, garantizando diversión en familia en contacto con la naturaleza animales de granja, así como juegos divertidos para chicos y grandes.
Hay diversas actividades, una de ellas es la fiesta de San Gregorio, en donde la comida, música y el folclór llena las calles de Tláhuac. La hospitalidad y calidez de las personas hacen que uno quiera regresar año con año para recorrer sus calles y fiestas patronales.

## Hermanamientos
La delegación Tláhuac está hermanada con las siguientes ciudades:
|                   | País   |  | Ciudad             |  | Condado / Distrito / Región / Estado | Año    | Ref.    |
| ----------------- | ------ |  | ------------------ |  | ------------------------------------ | ------ | ------- |
| Bandera de México | México |  | Santiago Ixcuintla |  | Estado de Nayarit                    | (2013) | [ 120 ] |
| Bandera de México | México |  | Mexcaltitán        |  | Estado de Nayarit                    | (2013) | [ 120 ] |